# Французская литература
Французская литература занимает центральное положение в интеллектуальном и художественном развитии всей Европы. Уже в XII веке ей принадлежало передовое значение. Песня о национальном герое Роланде заполонила воображение и итальянцев, и скандинавов, и англичан, и немцев. Идеал особой любви, требовавшей служения даме подвигами доблести и дворжества, возникнув у трубадуров и труверов, произвёл целый переворот в немецкой поэзии миннезингеров; в Италии он лёг в основу высокого философского платонизма Гвидо Гвиницелли, Данте и Петрарки. У пёстрой новеллы раннего итальянского Возрождения, доведённой до совершенства у Боккаччо, учителями оказываются шутливые авторы французских фабльо. В XV и XVI веках стихотворные романы Пульчи, Боярдо и Ариосто приводили в восхищение читателей образованного мира, вновь повествуя о подвигах Роланда; их суровому герою chansons de geste выпадал ряд приключений, то сердечных, то фантастических, но эти приключения были лишь воссозданием основных тем французских же рыцарских романов Артурова цикла.

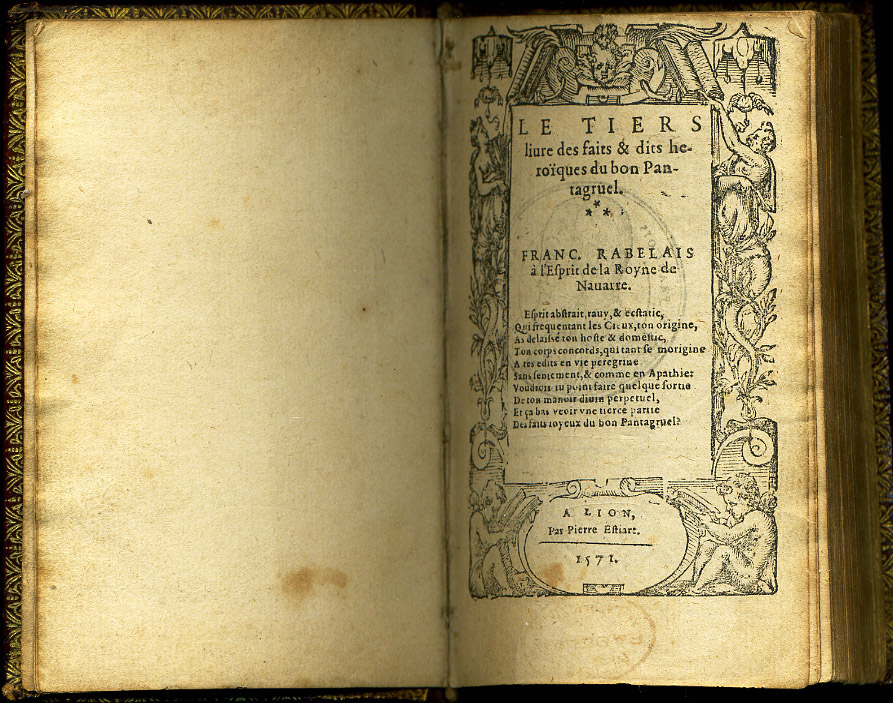
Титул одного из первых изданий «Гаргантюа и Пантагрюэля» (Лион, 1571)

Средневековая французская литература формировала поэзию Средневековой Европы на развалинах античного мира. В эпоху Возрождения лидирующие позиции в литературе закрепились за Италией. Французские поэты учились у итальянских гуманистов. Обогащённая новыми литературными теориями из Италии, черпая вдохновение в испанской поэзии, французская литература в век Людовика XIV приобрела те своеобразные классические черты, ставшие эталоном для всего образованного мира. Даже на родине Шекспира классический французский театр считался образцом. В России лучшей похвалой для драматургов служило их сравнение с Корнелем и Расином. Просветительские идеи XVIII века, в значительной степени заимствованные в Англии, с лёгкостью распространялись по всей Европе.
Каждое событие в духовной жизни Франции приобретало мировое значение. Национальное самосознание получило отражение в немецкой поэзии после появления Руссо. Немецкий романтизм получил распространение в Италии, Испании, Польше и России только после его признания во Франции. Правда, реализм Диккенса и Теккерея, Гоголя, Достоевского и Толстого возник без участия французского гения, а драматические приёмы Ибсена и Гауптмана основаны не на перипетиях французского театра. Бельгийская поэтическая школа также возникла под влиянием английских и немецких романтиков.
В XIX веке Франция перестала главенствовать в мировом литературном движении, оставив за собой последнее слово в создании всемирной литературной славы. Однако значение слова Франции показал успех во Франции Максима Горького, мгновенно распространившийся на Англию, Испанию и Италию.

## Средние века

### Церковная литература

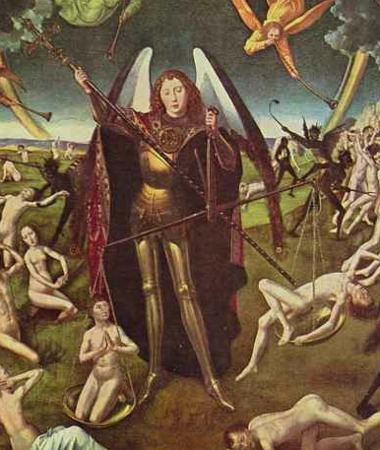
Страшный суд.

В начале IX века Турский собор постановил перевести на французский язык некоторые церковные книги. Было ли это постановление исполнено, остаётся неизвестно, но с конца IX века до нас дошла хвалебная песня (sequence) св. Евлалии, мощи которой только что были открыты. Начиная с Χ века известно уже несколько стихотворных житий святых и духовно-нравственных морализаторских сочинений. Это жития св. Лежэ, св. Алексия, человека Божьего св. Григория, св. Брандана, житие св. Николая, написанное Васом, перевод Песни Песней, наставление (Comput) Филиппа де Тана и стихотворные проповеди — стихи о Страшном суде, «Спор души и тела» и пр.
До нас дошли десятки агиографических поэм. Особенно характерный пример подобного рода — «Жизнеописания Отцов Церкви» и рассказы о святых Варлааме и Иоасафе.

### Эпос
Однако французская литература в своём национально-художественном значении начинается с того времени, когда впервые были записаны или литературно обработаны эпические сказания романского населения франкской монархии. Французские эпические песни о важных для народа событиях возникали почти сразу, не отставая от самых событий. Известие о подобных песнях в IX веке находится в житии св. Фарона, составленном его преемником Хильдегарием; здесь приведены в латинском переводе первые и последние стихи песни о победе короля Хлотаря II над саксами.
Средневековые рукописи сохранили французский национальный эпос, литературно обработанный, в поэмах XI и XII вв. Они носят название Chansons de geste (дословно — песни о деяниях; geste — лат. gesta). Самое старое событие, память о котором сохранили chansons de geste, восходит ко времени Меровингов: песня, названная Floovant, рассказывает о ссоре Дагоберта с его отцом, Хлотарем II. Остальные chansons de geste воспевают Каролингов. Среди целого ряда эпических общих мест, вымышленных рассказов и сказочных сюжетов в них можно узнать исторические события. В песне «Charles Mainet» отразилась борьба Карла Мартелла с его братьями Рагинфредом и Хильперихом, в песне «Рено де Монтобан» — его война с Одоном из Масконии (оба события относятся к 718 году). «Les Narbonnais» и «Moniage Guillaume» вспоминают битву под Нарбонной при том же Карле Мартелле (737). В «Ожье Датчанине» сохранилась память о том, как Ожье Датчанин проводил вдову Карломана к Дезидерию в Верону (771—774).

### Старофранцузская поэзия

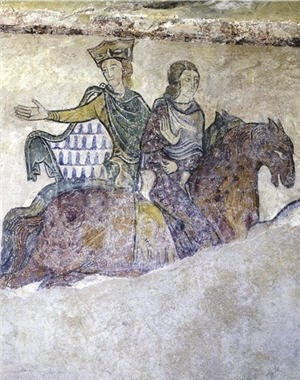
Элеонора Аквитанская и Иоанн Безземельный.

Как chansons de geste представляют собой результат самостоятельной эволюции народного эпоса, так же точно и лирическая старофранцузская поэзия выросла из народной песни путём замены безличного творчества личным; она связана с народным бытом и народной обрядностью. Просиживая долгие зимние вечера за пряжей, французские женщины пели так называемые chansons de toile или ch. d’histoire. Когда сторож на башне замка видел первые лучи встающего солнца, он будил население особой песней (alba, aube). На Рождество ходили колядовщики (aguilloneurs современной Франции) и пели свои noels. Весной водили хороводы и пели веснянки (reverdie). В хороводных песнях, как и у нас, оплакивалась горестная доля замужней женщины, муж изображался притеснителем, врагом всякой радости и веселья. Эта тема, особенно разработанная во французской поэзии, носит название «la mal mariée».
Время весенних хороводов стало как бы сезоном и для аристократического французского средневекового общества. Весенняя обрядовая лирика легла в основу искусственной французской поэзии. Поэтому все песни древнейших труверов начинаются так называемым весенним запевом, то есть коротким описанием весны. Этот приём применялся даже к политическим стихотворениям (ro t rouenges и serventois). Под влиянием весенней поэзии распространение получила и песенная тема о mal mariée. Отрицательное отношение весенней лирики к браку легло в основу целой теории любви, развитой в подражание Овидиевской «Ars amatoria». Весенняя радость (joi) стала синонимом поэзии. Так возникла та куртуазность, первыми выразителями которой были трубадуры Прованса (см. Провансальская литература). Мода Прованса впервые проникает во Францию в середине XII в. Появляются переводы песен трубадуров; эти песни, под названием sons poitevins, поются и в подлинниках.
Первым очагом провансальской литературной моды на севере Франции были придворные кружки жены Генриха II Плантагенета Алиеноры и её дочери Марии Шампанской. При дворе Марии жил Андрей Капеллан, учёный клирик, вооружённый схоластической мудростью, сформулировавший новую теорию любви («De amore libri tres»). Древнейший трувер, песни которого нам известны — Гюон д’Ойзи. Он был учителем одного из видных представителей «весёлого искусства», Конона из Бетюна. К поколению этого последнего принадлежат Тибо де Блазон, Ги — кастелян из Куси, Гюйо из Прованса, Гонтье из Суаньи и др. Высшего апогея в куртуазной поэзии достигает Тибо Шампанский, король Наварры, живший в начале XIII в. Особая школа труверов в том же веке развилась на самом севере Франции, в Аррасе; к ней принадлежат Пьер де Корби, Жан Эрар, Пьер Моньо, Одефруа Бастард, Жильде Винье, Жан Бретель, Фастуль и Адам де ла Галь. Всё это горожане и по преимуществу клирики. Подражая трубадурам юга, они влили своеобразную свежесть в установившиеся поэтические формы. Так, в пастушеских песнях (pastourelles), введённых также под южным влиянием, они изображают игры пастухов родной Пикардии. Такой же непосредственностью веет и от песен Колэна Мюзе и Гаса Брюле, также не принадлежавших к феодальной знати. Большая часть канцон труверов полна чисто условной любовной казуистикой. Любовь, согласно теории труверов, есть служение, и это служение имеет свои правила, выработке которых посвящены были даже особые стихотворные споры (jeux partis). Они происходили в поэтических обществах (puys), где председательствующий (prince du p.) иногда даже выносил вердикт.

### Поэзия труверов
Поэзия труверов приучила к психологической вдумчивости и к личным поэтическим исканиям. На её почве народился особый класс мастеров литературного дела. Рядом с этим возник и рыцарский идеал. Утончённый вкус общества не удовлетворялся более чисто воинским содержанием chanson de geste. Кроме доблести, верности сюзерену и покорности церкви от героя стали требовать ещё и куртуазности, то есть светскости и возвышенности чувств. Герой должен был обладать и известным образованием. Так как наука о куртуазности сосредоточивалась в поэзии, куртуазный герой не должен был её чуждаться.
Сообразно этим требованиям изменился и женский идеал. Женщина стала царить; она явилась судьёй мужских достоинств и источником всех благородных порывов. В любви к даме проявляется куртуазность. Кто не любит и не служит даме, тот жалкий виллан. Этот новый рыцарский идеал проведён с особой силой в романах Кретьена де Труа, также принадлежавшего к кружку Марии Шампанской.
Роман, как особый вид поэтического творчества, не был скован установившейся традицией, подобно chanson de geste. В нём было больше простора для введения куртуазных эпизодов. В основе его лежали преимущественно любовные сюжеты. Отдельные подробности рассказа могли подвергаться разносторонней обработке без нарушения основной схемы.
Сюжеты рыцарских романов были в высшей степени разнообразны. В значительной степени их доставляла классическая древность и поздняя греческая письменность. Для королевы Алиеноры каким-то неизвестным поэтом пересказана была в стихах «Энеида» («Роман об Энее»). Другой поэт из западной Франции переделал «Фиваиду» Стация, под названием «Роман о Фивах». Особенный успех имели в Средние века «Роман о Трое» и Псевдо-Каллисфенова книга об Александре Македонском. Эта последняя, переведённая в IV в. Юлием Валерием на латынь, легла в основу полуфранцузской-полупровансальской поэмы Альберика ещё в конце XI в. За ней следовал целый ряд «Александрий», облетевших весь образованный мир и имеющих длинную международную литературную историю. В средневековой Франции в ходу были две «Александрии»: короткая, так называемая «десятистопная Александрия» и роман об Александре, огромная компиляция, принадлежащая перу целого ряда поэтов: некому Симону, Александру Парижскому, Эсташу и др.
Роман об Александре написан двенадцатистопным стихом, получившим отсюда название «александрийского». «Роман о Трое», где рассказывается о падении Трои, послужил сюжетом нормандскому поэту Бенуа де Сент-Мору. Здесь, как и в «Александрии», ничего греческого уже не осталось. Действующие лица изображены совершенно так, как будто бы дело шло о баронах тогдашней Франции. Эта черта усиливается в «авантюрных романах» (romans d’aventures) — их главное содержание составляют приключения двух любящих, разъединённых превратностями судьбы и в конце романа вновь отыскивающих друг друга. Эта тема, излюбленная в греческих романах, привилась и во Франции. Ей посвящён прелестный рассказ неизвестного поэта из Пикардии об Окассене и Николетте, написанный искусно чередующимися стихами и прозой. Несколько раньше та же тема изложена была в различных редакциях двумя неизвестными поэтами в форме романа: «Флуар и Бланшефлор». Сюда же относятся первый роман Готье из Арраса «Ираклий», «Коршун» Жана Ренара, анонимные романы «Guillaume de Palerme», «Амадас и Идуана» и др. Классические имена встречаются и в других романах, построенных уже на так называемых бродячих темах, встречающиеся в повествовательном достоянии всего человечества. Так, античный сказочный сюжет о Психее лёг в основу одного из лучших авантюрных романов: «Партонопей Блуаский». Этот роман служит продолжением романам Гуона де Ротеланда «Ипомедон» и «Протесилай».

#### Кретьен де Труа

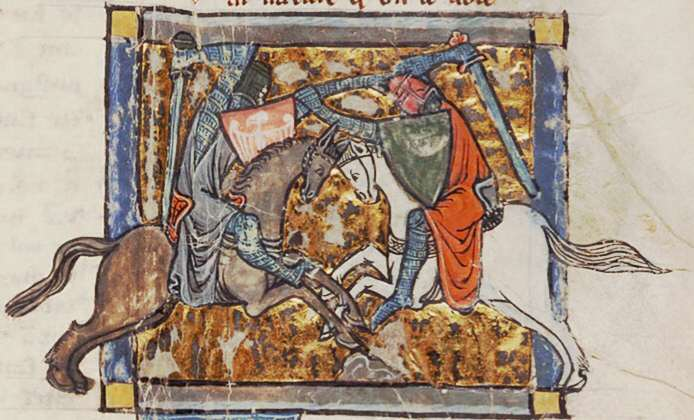
Средневековая иллюстрация к роману «Ивайн».

Античные и полуантичные сюжеты, которым отдал дань и сам Кретьен де Труа (например, в «Клижесе»), бледнеют, однако, перед другой серией повествовательных сюжетов, шедших уже не с Востока, не из греческих источников: это романы «бретонского цикла». Когда в XI в. романизованные норманны поселились в Англии, они были поражены музыкальностью поэзии бретонских, или галльских, певцов, распевавших под аккомпанемент своих маленьких арф особые песни — лэ (lais bretons). Содержание их составляли пережитки национального бретонского эпоса, воспевавшего борьбу с саксами в V и VI вв. Центральным героем этого эпоса был полководец Артур, превратившийся впоследствии в знаменитого короля Артура. Скоро подобные лэ стали слагать и по-французски. До нас их дошло около двадцати; из них двенадцать приписываются поэтессе Марии Французской, жившей при дворе Генриха II Плантагенета.
«Лэ» Марии поют о различных приключениях рыцарей. Эти и подобные приключения и были разработаны в романах Кретьена де Труа: «Эрек и Энида», «Ланселот, или Рыцарь телеги», «Ивэйн» и многих других. Они всего лучше подходили для обрисовки куртуазного рыцарского типа. Почти такой же славой, как Кретьен де Труа, пользовались и позднейшие поэты — Рауль де Удан, Гильом Леклерк и неизвестный автор «Chevalier às deus épées». События, рассказанные во всех этих романах, откуда бы ни черпались они, неизменно связываются со двором короля Артура, основателя Круглого стола. Бретань и Англия стали обетованными странами рыцарских подвигов, любовных приключений и фантастических происшествий. Артур при этом считался историческим лицом. Его сказочную историю, черпая то из Ненниевой «Истории бриттов», то из других источников, рассказал в середине XII в. Гальфрид Монмутский; его «История британских королей» написана по-латыни, но четыре раза была переведена на французский. Самый известный перевод в стихах принадлежит уже упомянутому Васу, жившему также при дворе Генриха Плантагенета.
В стороне от двора Артура происходит действие только в одном знаменитом романе о Тристане и Изольде. Отдельные эпизоды этого романа издавна служили темами бретонским лэ. В одно целое собрал их впервые Беруль. Роман Кретьена де Труа на эту тему до нас не дошёл. Только отрывки дошли до нас и из «Тристана» англо-норманнского поэта Томаса. Любовь Тристана и Изольды, как и тайная связь Ланселота и Гиневры, жены короля Артура, в глазах средневекового общества считалась высшим художественным выражением любовного идеала, а рыцари Круглого стола представлялись совершеннейшими воплощениями доблести и куртуазности.
Особую струю внесли в рыцарский идеал сказания о св. Граале. Герой их, Персеваль, воспринял ту христианскую идеализацию рыцарства, которая, под влиянием крестовых походов, наслоилась на жесты. Учение о св. Граале, с его восточным мистицизмом, сделало рыцарей служителями церкви и даже выразителями христианских добродетелей. Сказания о Граале составляют особый цикл романов, тянущийся от «Персеваля» Кретьена де Труа через его продолжателей — Гошэ, Меннесье, Жербера де Монтрейля — до Робера де Борона, которому принадлежит трилогия: «Роман о Граале», «Мерлин», «Персеваль».
За ним следуют огромные прозаические компиляции, приписываемые Вальтеру Мапу, Гасу ле Блон и Ели, называвшемуся также де Борон. В центре их стоит «Quête de st. Graal». Все отдельные эпизоды подвигов рыцарей Круглого стола сведены здесь вместе. Эта искусственная поздняя рыцарская эпопея была закончена около 1250 г., но долго ещё древние кельтские сказания о короле Артуре, кудеснике Мерлине и рыцарях Ланселоте, Тристане, Гавейне и др., вобрав в себя множество рассказов, вывезенных с Востока, подслушанных в сказках и вычитанных в старинных хрониках, продолжают тревожить воображение читателей всех национальностей и всех классов общества.

### Бытовой роман

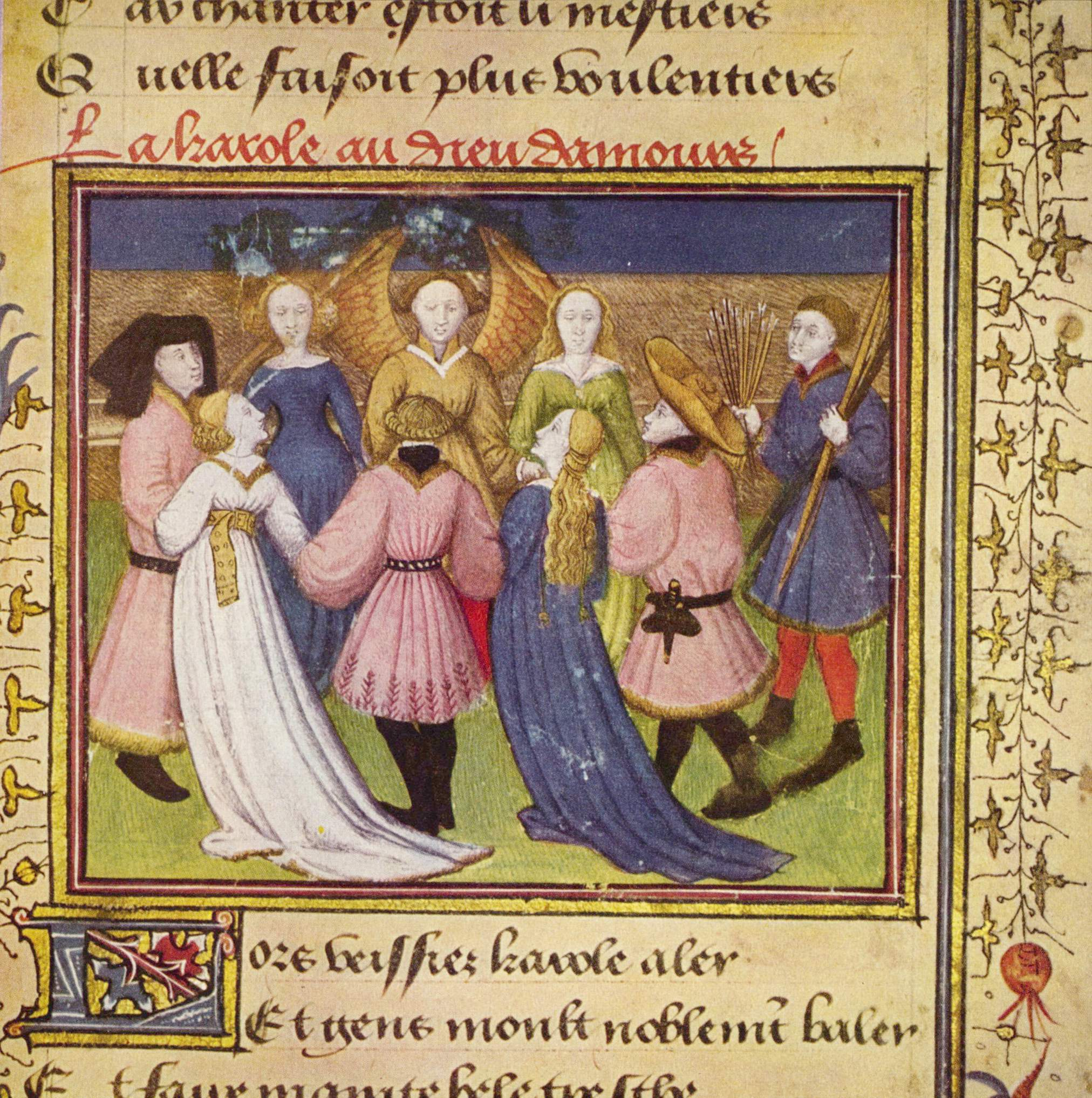
Иллюстрация к рукописи «Романа о Розе» (ок. 1420—1430).

На рубеже Возрождения, когда рядом с испанскими Амадисами появляется французский «Персефорест» (Perceforest, XIV в.) и возникают прозаические переделки, рыцарская эпопея переходит уже в народную книгу. Тогда создаётся тот условный, не принадлежащий уже ни к какой эпохе рыцарский идеал, который глубоко засел в сознании всего человечества и влияние которого ощущается и до сих пор. Поодаль от всех указанных разновидностей рыцарских романов стоят «Роман о Розе, или Гильом из Доля» Жана Ренара и «Роман о Фиалке» Жербера де Монтрейля. Их можно было бы отнести к разряду романов с приключениями, если бы в них не содержались ещё черты совершенно своеобразные. Это — романы бытовые. Их авторы прежде всего стремились воспроизвести светские развлечения феодальной знати, причём ярко выступает тесная связь куртуазной этики с лирической поэзией. Герои этих романов изливают свои чувства в песнях наиболее известных труверов и трубадуров. Особенно тщательно подобраны здесь те рефрены, под которые рыцари и дамы водили свои торжественные хороводные танцы. Поэзия труверов и теория куртуазности выступают здесь со всей той обстановкой, среди которой они возникли.
Во второй половине XIII столетия появляются такие оригинальные произведения, как «Роман о кастеляне из Куси» и «Кастелянша из Вержи»

### Теория куртуазности и «Роман о Розе»

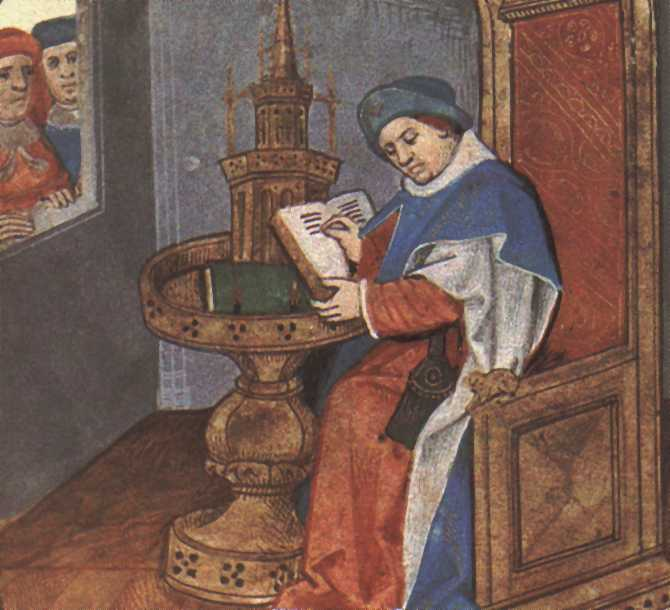
Гильом де Лоррис. Миниатюра из рукописи «Романа о Розе».

Теория куртуазности высказывалась и отвлечённо в аллегорических поэмах. Аллегоризм был обычной формой средневековых духовно-нравственных наставлений. Древний «Физиолог», переведённый несколько раз и на французский, получал всё усиливающееся аллегорически-наставительное толкование. Ришар де Фурниваль обратил мораль физиолога на любовные вопросы; так возник Bestiaire d’amour. В аллегорическом смысле понималось и Овидиевское «Искусство любви», переведённое ещё Кретьеном де Труа и переделанное Жаком из Амьена, под названием «Clef d’amour».
Бог любви был понят как олицетворение и изображён сюзереном всех влюблённых. Он живёт в своём замке; ему служат олицетворения куртуазных добродетелей. На таком представлении основаны две небольшие поэмы: «Fabliau du dieu d’amour» и «Vénus la déesse d’amour». Оно проскальзывает и в упомянутой книге Андрея Капеллана.
Аллегория всего легче укладывается в форму сновидения. Этот приём усвоил себе Рауль де Удан в двух аллегорически-наставительных романах: «Romanz des eles de la proëce» («Роман о крыльях») и «Песнь об аде». В параллель к этому последнему роману вскоре был написан каким-то неизвестным подражателем Рауля и «Songe de Paradis».
Все эти произведения — предшественники знаменитого «Романа о Розе» («Roman de la Rose»), написанного в середине XIII в., но пользовавшегося огромным успехом вплоть до начала XVI в. Первая часть его принадлежит Гильому де Лоррису. Как в «Ди о Розе», возлюбленная изображается здесь розой, растущей в садах Амура, сюзерена влюблённых. Аллегорические фигуры, представляющие собой все оттенки куртуазных любовных отношений, то препятствуют, то помогают любовнику прикоснуться к розе. Гильом де Лоррис задался целью изобразить аллегорически мораль куртуазного общества; его преемник, Жан де Мен, расширил замысел романа, стремясь вложить в него всю доступную ему человеческую мудрость. Жан де Мен был типичным представителем тех клириков, принадлежащих к среднему сословию, которые, подобно труверам Арраса, отдавали честь рыцарской поэзии, но вместе с тем значительно способствовали расширению поэтических интересов.

### Фаблио

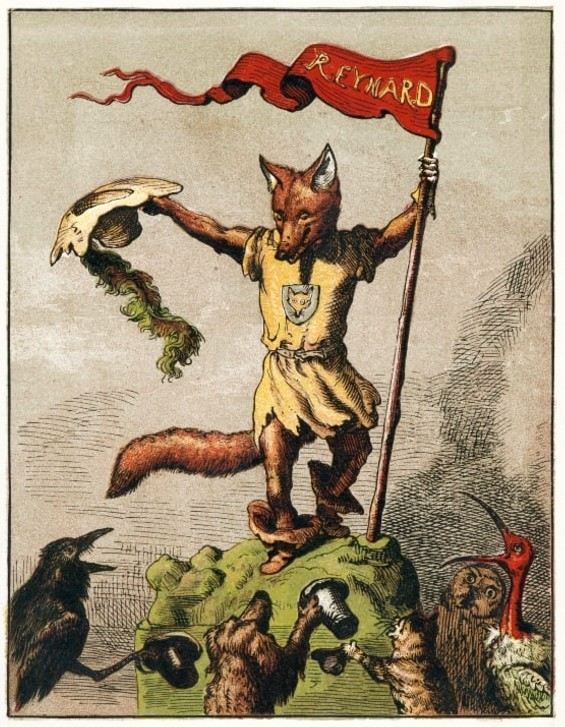
Рейнеке-Лис.

Средние классы общества выступают в литературной истории Франции только на исходе средних веков. Их область — сатирическая поэзия и драма. Общественной и политической сатире почти не было места в средневековой поэзии северной Франции: норманны, заселившие Англию, перекинулись с французами такими взаимными поэтическими нападками, как «Roman des Français» и «La Paix aux Anglais», «Charte aux Anglais», «Les Deux Anglais». В конце XIII в. в Аррасе возникла целая литература так называемых «Dits d’Arras», сатир, отражающих окончательное распадение средневекового городского управления.
Зато частная житейская сатира выразилась в целом ряде поэтических памятников. Он начинается поэмой Этьенна де Фужер «Livre des manières» (конца XII в.) и Библией трувера Гюйо из Провена. Особенно жестоко доставалось женщинам, которых куртуазная поэзия, по-видимому, тщетно старалась возвысить. Клирики, авторы большинства сатир, не щадили женщин, например в «Evangile des femmes», «Blâ me des femmes» и др. Сатирический характер носят и стихотворные новеллы — фаблио (fabliaux), к которым примыкают и поздние лэ. Их авторами в XIII в. рукописи называют Жана Беделя, Ари д’Андели, Рютбёфа и др., а в XIV в. — Матрикэ де Кувэна и Жана де Конде. Содержание фаблио составляют те международные бродячие сказания, которые вторгались и в рыцарские романы и происхождение которых тщетно пытается установить сравнительная история литературы (см. Заимствования, Сказки, Фольклор). Наиболее известные фаблио и лэ: «Richeut» (ещё XII в.), «Lais d’Aristote», «Trois chevaliers au chainse» («Три рыцаря и рубашка»), «Testament de l' âne» и др.
К фаблио тесно примыкают и средневековые подражания эзоповским басням. Первым автором их была Мария из Франции, знакомая нам по своим бретонским лэ. Она назвала своё собрание басен «Isopet», и это название сохранила вся длинная вереница её подражателей. Независимо от эзоповских басен, во Франции циркулировали и народные рассказы о животных. Целый ряд клириков воспроизводил поэтически этот «животный эпос». Так возник знаменитый сатирический «Роман о Лисе», свыше 20 отдельных ветвей (браншей) которого самостоятельно появились между 1175 и 1250 годом, и позже объединены были в отдельный роман. Его типическую особенность составляют собственные имена, которыми зовутся животные: лисицы — Renart (= Raganhart), волка — Isengrin и проч. Позднее, в XIV в., возник ещё один сатирический роман, основанный на народном животном эпосе: это знаменитый «Fauvel» («Рыжко»), изображающий лицемерие.

### Драматургия
Широкое развитие получила бытовая сатира в драматической поэзии. Французская драма берёт своё начало с того момента, когда тексты выделившихся из литургического действа религиозных представлений стали писаться по-французски. Древнейшая из известных нам пьес такого рода возникла в Англии; она представляет грехопадение Адама (Re p resentatio Ade). За ней следует «Ju saint Nicolas» Жана Боделя.
Ещё не богатая в XIII в., французская драматическая литература разрастается в XIV и XV вв. Большинство этих драм изображает чудеса Богородицы или иного святого. Это так называемые Miracles. В XV в. разыгрывались драматически и страсти Христовы — Passions. В Париже образовалась с этой целью особая Confrérie de la Passion et Resurrection Notre Seigneur. Рядом с ней устройство театральных игрищ брали на себя клирики парижского парламента (la Basoche) и Confrérie des Enfants sans souci. Из авторов подобных пьес в XV в. известны Арнуль Гребан и Андриё де ла Винь. В это время драма получила название мистерии.
Светские сюжеты проникают в драму только урывками. Ещё в XIII в. знаменитый Адам де ла Галь представил в Аррасе «Игру в беседке», где он сам играл главную роль, и рядом с ним изображались его друзья и знакомые. Ему же принадлежит и «Игра о Робене и Марион», пастушеская пьеса с пением и танцами. Может быть, эти произведения и не стояли одиноко, но рукописи сохранили нам только ещё одну светскую пьесу, уже XIV в.: «Estoire de Griseldis». Только гораздо позднее, в XV в., появляются mystères profanes, изображающие то падение Трои, то какое-либо современное событие. Вполне светский характер носят, однако, всё усиливающиеся комические сцены. Например, в миракле св. Николая Боделя почти всё действие происходит в харчевне, где бражники, говорящие на арго, играют в кости, ссорятся и рассчитываются с хозяином. Комический характер носят и обе пьесы Адама де ла Галя.
Позднее возникли специальные виды комического театра — фарс и соти (см. Комедия). Таковы, например, «Le pèlerin passant», «Mieulx que devant» и, наконец, всемирно известный «Адвокат Пьер Патлен» (Maistre Pierre Pathelin). Старинный Французский театр отдал дань и модному на исходе средних веков аллегоризму. Пьесы, где действующими лицами служат аллегорические фигуры, назывались Moralités. Они получили особое распространение с началом реформационного движения. Древнейшая пьеса этого рода воспроизводит Базельский собор 1432 г. Во всех этих разновидностях театрального искусства стяжал себе громкую славу Пьер Гренгуар, автор прогремевшей в своё время «Игры о Принце дураков», представленной на масленицу 1512 г.

### Лирика

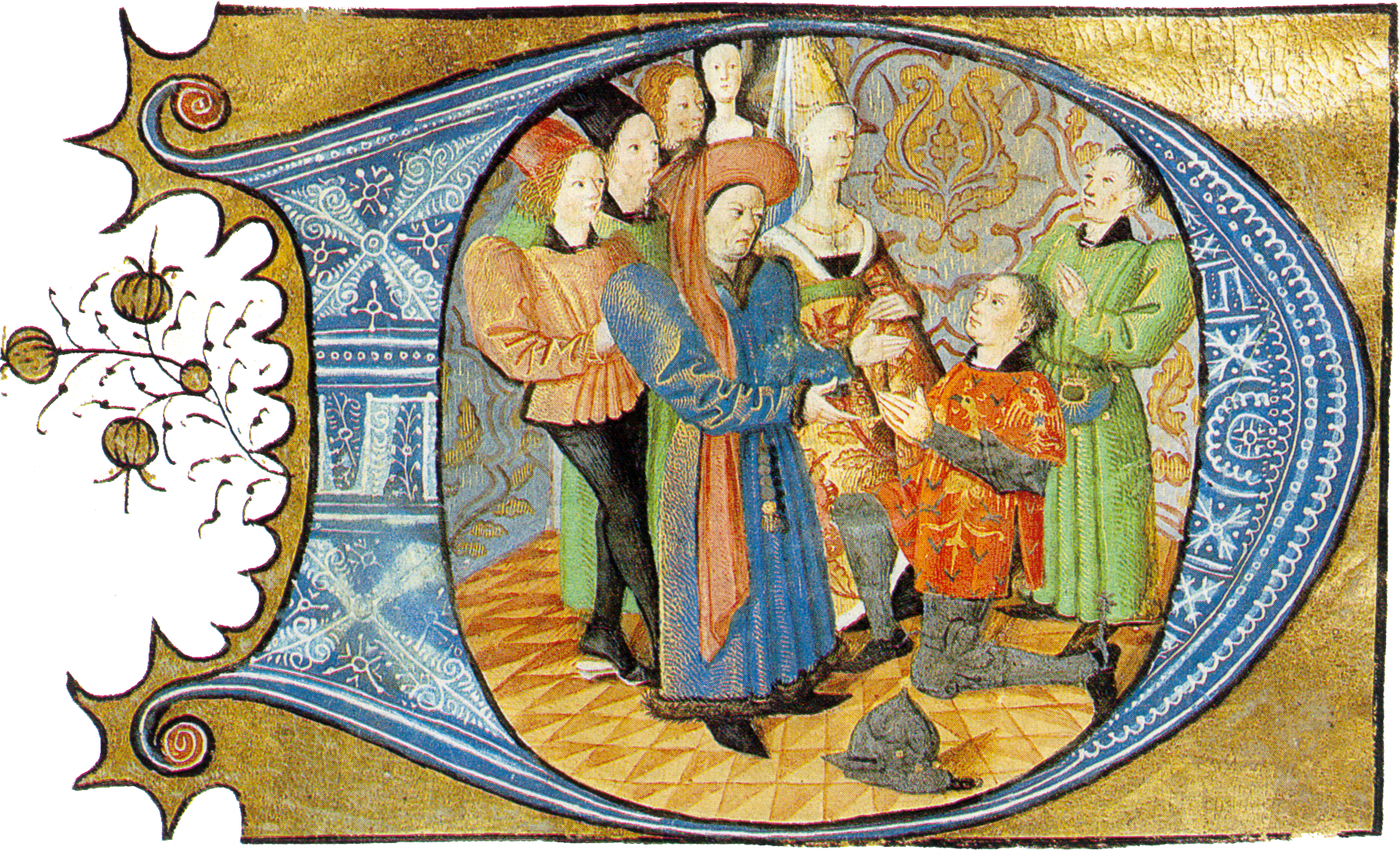
Карл Орлеанский принимает оммаж у одного из своих вассалов.

Очерк французской драмы вывел нас за пределы средних веков. Традиция средневековой поэзии во Франции продержалась до самого начала XVI в. XIV и XV вв. были временем застоя, некоторое обновление замечается лишь в лирической поэзии. В XIV в. входит в особую моду баллада, вытеснившая старинную канцону. Рядом с ней стоят и так называемые chant royal, вирелэ, мотеты и прочее. Изобретение баллады приписывается Жану де л’Эскюрейлю и Гильому де Машо. Как и прочие поэты XIV в. — Филипп де Витри, Эсташ Дешан и др. — Машо был собственно музыкант. Его роман «Livre de Voir dit» не имеет значения. Не лучше и «Meliador le chevalier au soleil d’or» Фруассара. Только анонимное описание одной битвы: «La bataille de trente Englois et de trente Bretons» представляет некоторый интерес.
Ни шагу не сделала вперёд французская литература и тогда, когда выступила так называемая бургундская школа поэтов. Эти в основном придворные поэты сами называют себя педантами.
Первое место среди них занимает Кристина Пизанская, автор многочисленных любовных, морально-дидактических, мемуарно-исторических поэм и сочинений, творившая в конце XIV — первой трети XV века при французском дворе. В своих крупных произведениях «Послание богу Любви», «La Pastoure», «Путь долгого учения» (1403) и др. она находится под сильным влиянием «Романа о Розе», который пародирует также в «Книге о Граде женском» (1405); среди поздних её сочинений выделяется «Слово о Жанне д’Арк» (1429). Несколько более живую струю влил в старые формы куртуазной лирики Карл Орлеанский (1394—1465), представитель галантного и манерного рыцарства эпохи Столетней войны. Он воспевал со слащавым пафосом свою даму и также вторил «Роману о Розе». Такова его «Poëme de la Prison».
За Карлом Орлеанским тянутся его подражатели: Ален Шартье (1392—1449), автор «Livre des quatres dames» и «La belle dame sans mercy», Марсиаль д’Овернь (1430—1508) и Гильом Кокильяр (ум. в 1520 г.). Только в задорных и своеобразных песнях Вийона чувствуется жизнь. Влияние педантической школы и холодного аллегоризма ещё сказывается на Жане Маро, авторе «La vray disante Advocate des dames» (1506), на Октавиане де Сан-Желэ (1466—1502) и даже на Жане Лемере (1470—1520). У этого поэта, писавшего такие произведения, как «Temple d’honneur et de vertu», «L’Amant vers», «Conte de Cupido et d’Atropos», уже чувствуется, однако, живительная струя Возрождения. Сын Жана Маро, Клеман Маро, является последним поборником средневековых поэтических приёмов.

### Поэзия и проза
Литературные произведения средних веков по преимуществу писались стихами; даже наставления для охоты, например «Chasse au cerf», ещё в XIII в. имели форму поэмы. Первые исторические сочинения также написаны стихами. Они относятся к крестовым походам. Таковы «Chanson d’Antioche», рассказывающая о событиях первого крестового похода, «Histoire de la guerre sainte» Амбруаза и др. К крестовым походам относятся и знаменитые хроники Жоффруа де Виллардуэна и Жана де Жуанвиля, написанные уже прозой.
Первые хроники норманнов после завоевания ими в 1066 году Англии имели стихотворную форму; это «Роман о Роллоне» Васа и «Vie de Guillaume le Marechal». Древнейшие хроники собственно французской истории, т. н. «Большие французские», или «Хроники Сен-Дени» (Les Chroniques de St. Denis", написаны прозой, но первой попыткой полного освещения истории Франции стала рифмованная хроника Филиппа Муске.

### Исторические сочинения
Среди произведений XIII столетия отметим, прежде всего, «Песнь об Альбигойском крестовом походе» Гильема Тудельского, а в XIV веке — «Книгу благочестивых речений и добрых деяний короля Людовика Святого» Жана де Жуанвиля (1305—1309), историографа короля Филиппа Красивого, а также хроники Жана ле-Беля и Фруассара.
Среди авторов XV века выделяются историки, хронисты и мемуаристы завершающего периода Столетней войны, Бургундских и Итальянских войн, такие как Жан Жувенель дез Юрсен, Ангерран де Монстреле, Жильбер де Ланнуа, Жан Лефевр де Сен-Реми, Жан де Ваврен, Жорж Шателен, Матье д’Эскуши, Себастьен Мамро, Оливье Ламарш, Филипп де Коммин, Пьер ле Бу, писавшие свои сочинения чаще на французском языке, чем на латыни. В середине XIII века появляются первые юридические памятники, написанные по-французски. Филипп из Наварры составил «Assises de Jérusalem», Филипп де Бомануар — известные «Кутюмы Бовези».

### Дидактика
Дидактика представлена с начала XII века стихотворными «Бестиариями» и «Лапидариями», а также сборниками пословиц и афоризмов, наподобие «Катоновых двустиший». Большинство их — переводы или адаптации латинских текстов.

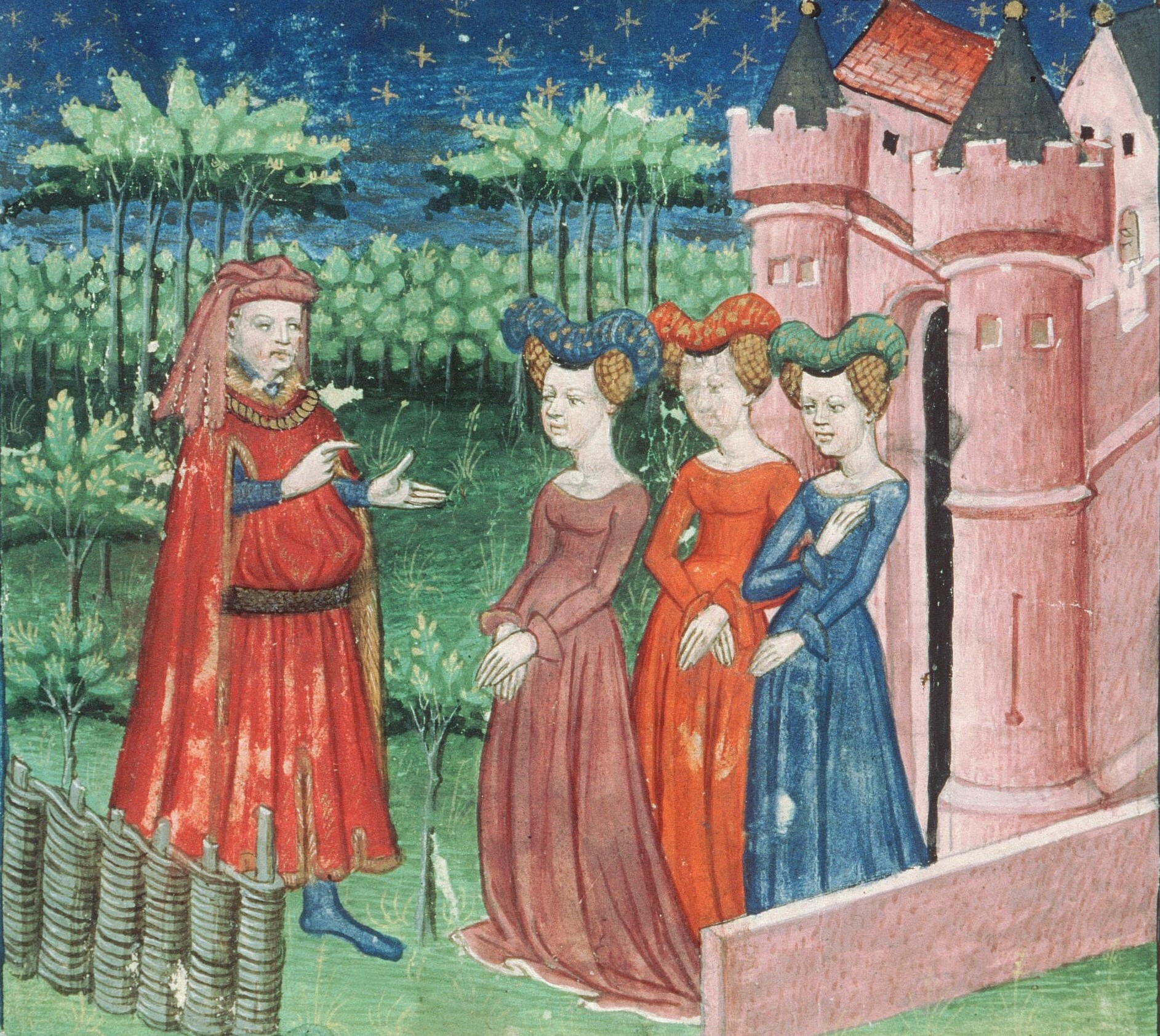
Жоффруа де Ла Тур Ландри поучает дочерей. Миниатюра из рукописи «Книги рыцаря де Ла Тура» XV в.

В одном из древнейших дидактических текстов, «Бестиарии» Филиппа Таонского, шестисложный стих закрепляет строгое единство целого: фраза становится рубленой, её длина редко превышает двадцать четыре слога. Тем самым эти краткие утверждения производят подчеркнутый эффект реальности, подаются как вещи, не подлежащие обсуждению. Ещё более силен этот эффект в стихотворном переводе «Катоновых двустиший» Эверарда де Киркхема (XII век).
Среди сочинений XIV столетия выделяется «Книга рыцаря де Ла Тура Ландри, написанная в назидание его дочерям» (1372), принадлежащая перу участника Столетней войны анжуйского феодала Жоффруа де ла Тура Ландри и не имевшая аналогов вплоть до XVI столетия, когда появилось похожее по содержанию поучение для дочери Анны Французской, а сюжеты и идеи из неё заимствовали Маргарита Наваррская и Бонавентюр Деперье.

## Возрождение
Для французской литературы XVI в. характерно соединение средневековых, ренессансных, маньеристических и барочных элементов. Стремление к новшествам следующим образом выразил поэт Гренгуар: «Оставлены, — говорит он, — приёмы старых учёных, над старыми музыкантами смеются, в презрение впала старая медицина, изгоняются старые архитекторы».
Идеи гуманизма и Реформации нашли себе высокую покровительницу в лице Маргариты Наваррской, сестры Франциска I. Придворным поэтом при них служил такой крупный представитель литературы XVI века, как Клеман Маро, сочувственно относившийся к протестантизму и испытавший на себе все тяготы религиозно-политических распрей своего времени. Изящный «маротический» стиль оказал большое влияние на французских поэтов нескольких поколений. Меллен де Сен-Желе (1487—1558), занявший место Маро после его изгнания, близок к типу итальянского куртизана эпохи Возрождения, как его изобразил Кастильоне в своём трактате «Придворный»; он сам выполнил перевод этого трактата на французский язык и активно пропагандировал во Франции творчество Петрарки, Ариосто и Бембо.
Наряду с ближайшими учениками Клемана Маро — его любимцем ла Бордери, автором «Придворной подруги» (1543), и выступившим впоследствии защитником Маро Шарлем Фонтеном (1515 — 90?), автором «Ruisseaux de Fontaine», — Маргарита покровительствовала и поэтам так называемой лионской школы, вводившим во Франции петраркизм (см. Лирическая поэзия и Петрарка). Таковы были Морис Сэв (1501—1560), якобы открывший могилу Лауры в Авиньоне; Антуан Эроэ (1492—1568), автор «Совершенной Подруги», и Луиза Лабе (1526—1566), издавшая в 1555 г. «Спор Безумия и Любви». Сама Маргарита в своих стихотворениях («Перлы перла принцесс») придерживалась более непосредственной манеры Маро, но в новеллистической книге «Гептамерон» следовала традиции Боккаччо.
Помимо поэтических вкусов, самый склад двора Маргариты, самые идеи, которыми он жил, были целиком проникнуты гуманизмом и реформационными взглядами. Кальвин принадлежал к кружку Маргариты до самого бегства из Франции. Бонавантюр Деперье, автор «Кимвала Мира» (1537), был в нём представителем свободомыслящего гуманизма. Кальвин и Деперье представляют собой те две крайние точки, между которыми расположилось мировоззрение кружка.

### Рабле

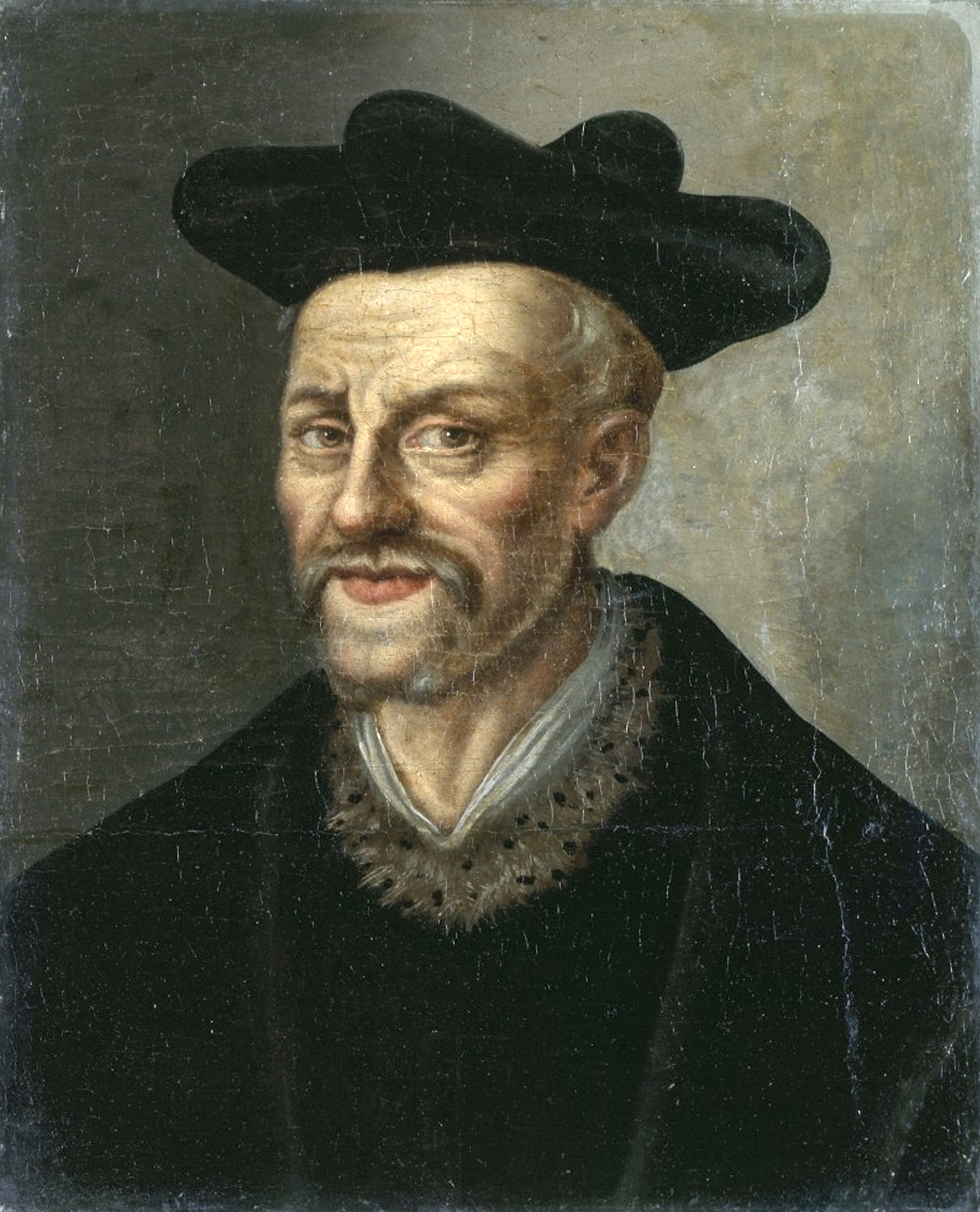
Франсуа Рабле.

Его истинным выразителем был Франсуа Рабле, автор «Гаргантюа и Пантагрюэля». Насмешливое безразличие в делах веры не позволяло ему примкнуть ни к одной из враждующих форм христианства; но это безразличие отнюдь не доходило до полного отрицания всякого вероучения. По словам Г. К. Косикова, «эпоха поняла Рабле, но она его не приняла, и причина не столько в том, что его уникальный талант одиноко высится среди современников, сколько в том, что его мысль весело возвышается над ними».
Как и у самого Рабле, в кружке не было только стремления остановиться на одном определённом и строго ограниченном принципе веры и знания. Выраженное полушутя, полусерьёзно, положение Телемского аббатства: «Делай, что хочешь», так ярко выражающее требование свободы мнения, и рядом с этим неуёмное, искреннее стремление к знанию — вот основные черты в умственном складе кружка Маргариты. Они проходят красной нитью и через весь французский гуманизм XVI века.
Ради знания в первой половине этого столетия были переведены на французский язык почти все классики. Ради знания в том виде, в каком оно понималось в то время и в каком оно разрослось в Италии в широкое освободительное течение, появляется стремление проникнуть и в тайники древнегреческой письменности. В 1507 г. была напечатана первая греческая книга. В 1539 г. Франциск I берёт под своё покровительство издание греческих авторов, чтобы спасти это дело, которому гуманисты придавали важное значение, от цензуры Сорбонны. Гийом Бюде (1469—1540) пишет «Комментарии к греческому языку» (1526); в параллель к ним Доле (1509—1546) составляет «Комментарии к латинскому языку» (1536).

### Гуманизм

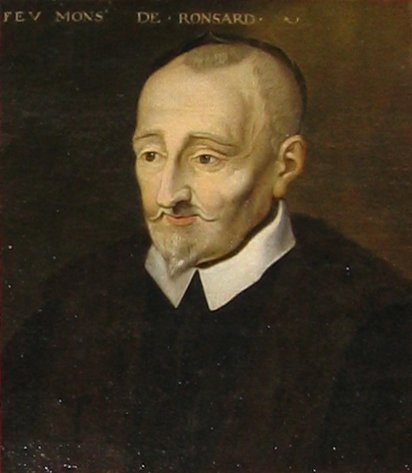
Пьер де Ронсар.

Гуманистам удалось даже рядом со схоластической Сорбонной основать особое свободное учреждение — Коллеж Трёх Языков, впоследствии Коллеж де Франс. Одним из отличительных признаков гуманизма ΧVI в. был живой интерес к национальным языкам. Во Франции он выразился в научном изучении родной речи. Оно начинается с книги Жоффруа Тори «Цветущий луг» (1529), где с жаром проповедуется необходимость писать по-французски. Как и Рабле, Тори насмехается над латинским набором слов, который был в ходу у ранних гуманистов. Но идеал его ещё позади; образцовой ему кажется французская речь у Кретьена де Труа, Рауля де Удана, Алена Шартье. Такого же мнения держится гораздо позже и Мегре, в своём «Трактате по французской грамматике» (1550). Он не останавливается даже перед требованием введения фонетической орфографии, чтобы совершенно освободить французский язык от всякой латинской традиции. Мнение Мегре осталось, однако, одиноким.
Этьен Доле, в вышедших главах своего «Французского оратора» (1540), предлагает развивать французский язык, черпая из античной сокровищницы. Это и было основной точкой зрения гуманистов. Они настаивали на близости французского языка не только к латинскому, но даже к греческому. Такова книга Анри Этьенна «Traité de la conformité du langage français avec le grec» (1565).
Борясь всеми силами против употребления иностранных слов и выражений, гуманисты старались развивать и изучать свой язык. Отсюда употребление французского языка и в учёной литературе. Французский перевод «Наставления в христианской вере» (1540) Кальвина был первым теологическим, «Диалектика» Пьера де ла Раме (1515—1572) — первым философским трактатом на французском языке. Боден и Раме стараются вводить родной язык в преподавание физики, астрономии, геометрии и проч. Клод Фошэ (1530—1601) и Этьен Паскье (1529—1615) пишут по-французски сочинения, посвящённые французским древностям.
К этому же течению примыкает, в сущности, и манифест Плеяды «Защита и прославление французского языка» (1549), составленный Жоашеном дю Белле. Пьер де Ронсар, Этьен Жодель, Жан-Антуан Де Баиф, Реми Белло, Понтюс де Тиар и дю Белле скорее дают окончательное выражение тем исканиям во французской литературе, которые происходили в кружке Маргариты Наваррской, чем начинают собой новый период литературной истории Франции. Тома Себийе (1517—1589), сформулировавший в своём «Французском поэтическом искусстве» поэтическую теорию школы Маро, точно так же призывает к тщательному изучению классиков и итальянцев и обновлению в их духе французской поэзии, как и дю Белле.
Представители Плеяды и особенно их последователи: Жак Пелетье, автор «Поэтического искусства» (1555), и Скалигер, автор «Семи книг о поэтике» (1561), только довели подражание классикам и итальянцам до чудовищных размеров; так, Жан де ла Тай в своём трактате о том, как слагать по-французски стихи на латинский и греческий лад (1573), предлагает вовсе изгнать рифму и силлабическое стихосложение заменить тоническим.
Особенно наглядно выступает близость Плеяды к прежде существовавшим видам поэзии в лирике. Если Ронсар выпустил ещё в 1552 г. четыре томика од, то тот же Ронсар и за ним целая фаланга поэтов слагают сонеты в духе Петрарки, совершенно так же, как поэты лионской школы. Кроме Ронсара, подвизались в петраркизме Дю Белле, Баиф (1532—1589), Понтюс де Тиар (1521—1603), Жодель (1532—1573), Реми Белло (1528—1577), Оливье де Маньи и многие другие.
В области повествовательной поэзии Плеяда реанимировала во Франции жанр эпопеи. Этому нововведению придавалось особое значение; Дю Белле настоятельно требовал от Ронсара, чтобы он испытал себя в этом виде творчества, который в трактате Дю Белле именовался «длинной поэмой». Образцом жанра считалась «Энеида» Вергилия. Рядом с оставшейся неоконченной «Франсиадой» Ронсара, задуманной под влиянием тассовского «Освобождённого Иерусалима», Гийом Саллюст Дю Бартас (1544—1590) пишет поэмы на библейские сюжеты («Седмица»), а Бероальд де Вервиль — даже поэму о шелковичном черве.

### Драматургия
Самый существенный и важный в историко-литературном отношении переворот Плеяда произвела в области драматического искусства. С самого начала XVI в. итальянский театр, подражавший Сенеке риторическими монологами, разделением на акты и незначительным количеством действующих лиц, возбуждал интерес во Франции. Теория итальянского театра повлияла и на старую драму мистерий, моралите и фарсов. Так, «Жертвоприношение Авраама» (1550) Теодора де Беза и «La déconfiture de Goliath» (1552) Иоахима де Коньяка уже делятся на акты. Классическое влияние, шедшее из Италии, заметно и на «Адвокате Патлене».
Плеяда в своём стремлении ввести итальянскую классическую драму, только ускорила и сделала более резким уже начавшийся процесс. Старая средневековая драма доживала последние дни. Уже в 1572 г. Жан де ла Тай, в своём «Искусстве трагедии», отзывается с презрением о театре, «пригодном только для простонародья». В 1599 г. представление мистерий навсегда прекратилось. Победа классическому театру далась, однако, не сразу. Трагедия Жоделя «Клеопатра» (1552) была разыграна в Реймсе, но большая часть трагедий классического склада остались не игранными, а те, которые были поставлены на сцену, представлялись на школьных любительских спектаклях. Теория драмы ещё не была разработана. Скалигер ещё не знал правила трёх единств, ставшего позднее лозунгом классического театра: он предлагал только единство времени, в видах правдоподобия, и конденсирование действия на катастрофе.
Неопределённость драматической теории выражается всего резче в подразделениях драмы на трагедии, комедии, трагикомедии, пасторали, историко-трагедии и историко-комико-трагедии и комедии, над которыми посмеялся Шекспир в «Гамлете». Сюжеты брались то из античной истории, то из библейской, а то и из современной французской политической жизни. Таковы «Медея» (1553) Жана Бастье де ла Прюза, «Софонизба» (1555) Меллэна де Сен-Желе, «Юлий Цезарь» (1560) Жака Гревена, «Давид» (1566) Луи Демазюра, «Sephthes» (1567) Флорана Кретьена, «Неистовый Саул» (1572) и «Голод, или Гавеаниты» (1573) Жана де ла Тая (1540—1611); такова и знаменитая «Шотландка» (1601) Монкретьена, где изображается казнь Марии Стюарт. Подобное же разнообразие представляют пьесы знаменитого драматурга этой эпохи Робера Гарнье (1534—1590?). Его пьеса «Брадаманта» (1582) ввела ещё одну разновидность сюжетов — сюжет романтический.
Комедия ещё более подчинилась итальянскому влиянию. Этому способствовали игравшие в Париже итальянские актёры (см. Комедия). С Плеядой появились первые правильные комедии нравов: «Евгений» (1552) Жоделя и «La Maubertine» (1555) Гревэна. За ними следовали пьесы Лариве (родом итальянца) «Духи» (1579) и др., представлявшие собой переработки итальянской «учёной комедии» и использовали приёмы средневекового фарса.
Новый период начинается во французском театре с Александром Арди (1560—1630). Его восемьсот трагедий и трагикомедий уже писались для сцены и для большой публики. Они были играны в помещении, опустевшем после прекращения Confrérie de la Passion. Театр Арди — типичный театр Возрождения; его трагикомедии — те же драмы романтиков. Его искусство, как и английская Елизаветинская драма, — результат взаимодействия классических драматических теорий и запросов народной драмы, вышедшей из средневекового религиозного театра.

## Приход Малерба и конец французского Ренессанса

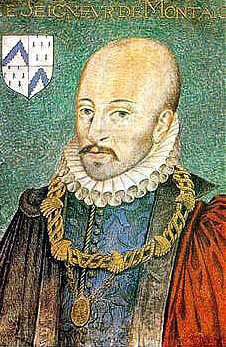
Мишель де Монтень.

Во Франции поэтике Возрождения не было суждено развиваться далее. Гуманизм привёл к особому, чисто французскому классицизму. Малерб своей теорией простоты и здравого смысла строго осудил все преувеличения классицизма Возрождения. Под его влиянием не привились неуклюжие слова, введённые Ронсаром, стало исчезать и рабское подражание всему итальянскому. Французский гений вступил в свои права. В Малербе впервые проявилось то преобладание логики, та сухость, ясность и строгая обузданность воображения, которые считаются основными свойствами французского ума. Они выработались особенно позднее, в классический период литературной истории Франции. Малерб был его главным провозвестником.
Влияние Малерба распространялось через его учеников, Ракана (см. ниже) и Менара (1582—1642), и вызвало отпор у Матюрена Ренье (1573—1613). Оно совпало с общим упадком гуманизма.
Верховная власть никогда не была ни на стороне гуманистов, ни на стороне реформационного движения. Уже в 1546 г. был сожжён Этьен Доле, автор трактата «Caton Chrestion» (1538). По мере приближения к середине века менялось и настроение величайшего выразителя французского гуманизма Франсуа Рабле. Он перестал мечтать о Телеме; жизнерадостность Гаргантюа исчезла; в последних книгах Пантагрюэля юмор становится острее и суше. Всего ярче дух времени сказывается у Монтеня. Гуманизм уже пережит; Монтень стоит на пороге XVII в. Его скептицизм сродни литературному рационализму Малерба. Монтень идёт наперекор присущему гуманистам упоению знанием; предпочитая «простую и наивную речь в устах и на бумаге», он осуждает литературные затеи Плеяды. Скептицизм всегда ведёт одновременно и к философскому консерватизму, и к большей терпимости; и то, и другое чувствуется в литературе конца XVI в. Друг и последователь Монтеня, Пьер Шаррон (1541—1603), в своём трактате «О мудрости» (1601) ведёт пессимизм познания к преклонению перед установленным вероучением.
Требование терпимости слышится и со стороны католиков, и со стороны протестантов. Из среды последних выделяется в этом отношении Ла Ну (1531—1591), в своих «Discours politiques et militaires» (1587). Со стороны католиков в самый разгар междоусобных войн призывали к примирению и веротерпимости л’Опиталь (1505—1573), автор «Целей войны и мира» (1568), и Гийом Дю Вэр (1556—1621), автор «Traité de la constance et consolation es calamités publiques» (1589).
В этом духе была написана в самый момент входа Генриха IV в Париж и знаменитая «Мениппова сатира» (1593 или 1594) — ряд брошюр полемического характера, осмеивающих притязания католических противников короля. Авторы «Менипповой сатиры» стоят на точке зрения галликанизма, которая проходит красной нитью и в произведениях Рабле. У них сказывается то доверие к королевской власти, которое все растёт среди людей третьего сословия по мере приближения к XVII в. Ещё в конце сороковых годов XVI в. молодой Этьен де ла Боэси (1530—1563) написал памфлет против абсолютной формы правления: «О добровольном рабстве», изданный в 1574 г. под заглавием «Contr’un». Одновременно с этим появляются «Франко-Галлия» (1573) Франсуа Отмана, анонимный «Французский будильник» (1574) и «Vindiciae contra tyrannos» (1578), написанные дю Плесси-Морнэ. Кружок, выпустивший в свет «Мениппову Сатиру» сначала под названием: «La vertu du catholicon d’Espagne» (1593) и состоявший из Пьера ле-Руа, Н. Рапена (1535—1608) и Питу (1539—1596), находился под влиянием течения противоположного. Монархический идеал был в то время энергично проведён Жаном Боденом (1530—1596), в сочинении «Шесть книг о государстве». Так стихли все волнения периода гуманизма и реформации, смирившись перед католической церковью и королевской властью. Не угомонился один мятежный гугенот Агриппа д’Обинье (1550—1630), поэт и воин, верный сподвижник Генриха IV. Его не удовлетворил Нантский эдикт; переход короля в католичество ему представлялся изменой. С этого времени он уединился от политической жизни. Его «Трагические поэмы» (1616) — выражение воинствующего протестантизма.

## Классицизм

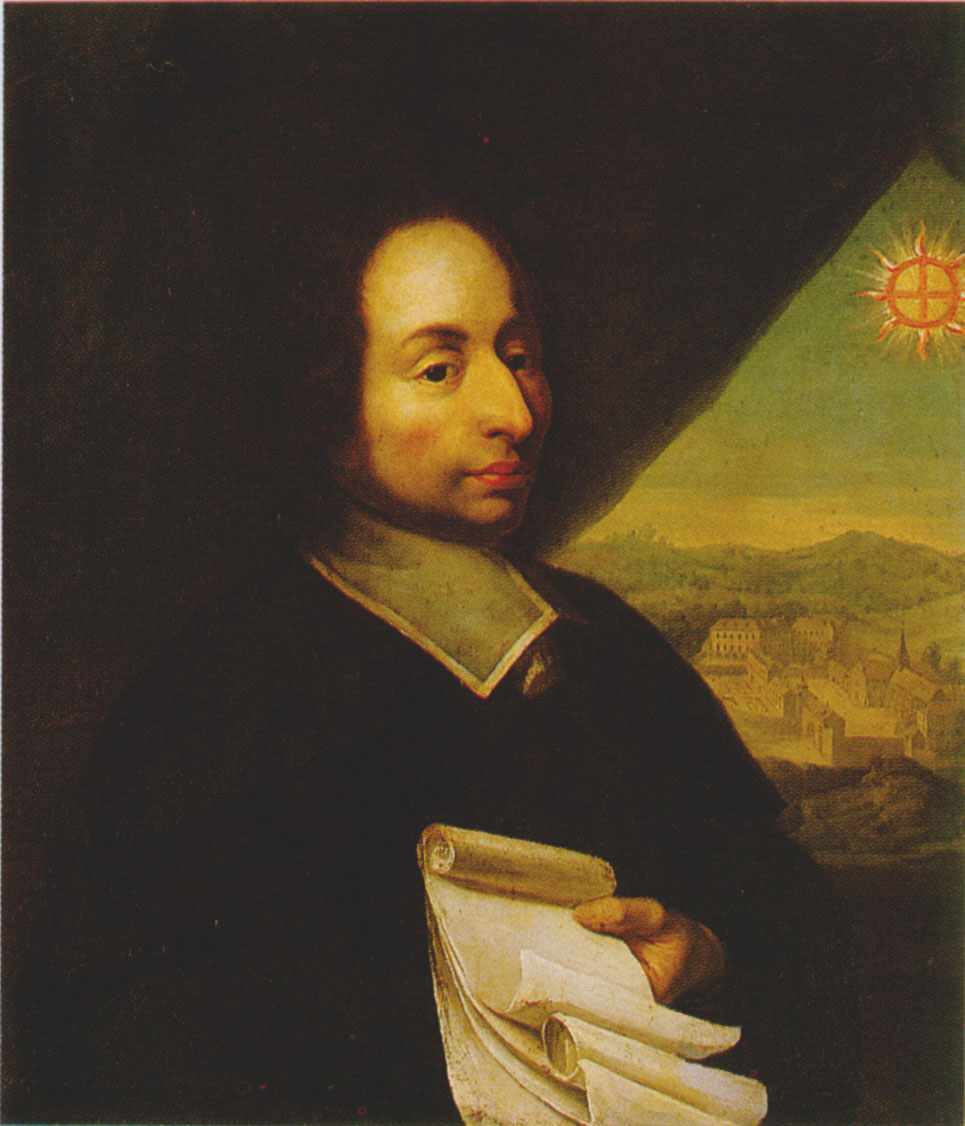
Блез Паскаль.

Возрождение католицизма в XVII в. вызвало оживление в жизни монашеских общин. Среди монастырей, подвергшихся в это время преобразованиям, особую роль суждено было играть Пор-Роялю. В 1626 г. он был переведён в Париж, и здесь перед его монахинями аббат Дювержье де Горанн впервые начал проповедовать учение Янсениуса. Борьба янсенистов с иезуитами, вызвавшая такое сильное умственное брожение в церкви и в обществе, занимает до самого начала XVIII века центральное положение во Ф. литературе классического периода. Интерес к теологическим проблемам в век Людовика XIV не имел, однако, ничего общего с увлечением делами веры в XVI в. Под видом теологии обсуждались теперь, в сущности, вопросы морали и чисто земной человеческой психики. Суровое учение янсенистов об отсутствии свободы воли и врождённой греховности было понято лишь как стимул к борьбе с пороком. Декарт, как автор «Traité des Passions» (1650), и его ученик Паскаль, в своих «Мыслях» (1670), — по преимуществу психологи и моралисты. Психологические и нравственные вопросы всегда оказываются преобладающими в периоды политического застоя, — а таким было царствование Людовика XIV. «Мемуары» (1671) кардинала Реца (1613—1679) ещё заняты вопросами политики; но «Мемуары» и «Максимы» (1665) Ларошфуко, другого видного деятеля Фронды, обращаются целиком на изучение внутренних движений человеческой души, — и в этой области представитель разбитой королевской властью аристократии доходит до крайнего пессимизма. Через двадцать лет, когда Лабрюйер издаёт свои «Характеристики», под видом подражания Теофрасту, он также все своё внимание обращает на вопросы личной морали и психологии; то знаменитое место его сочинения, где содержится приговор всему старому режиму, долго остаётся незамеченным. Рядом с этим в классический период французской литературы развиваются черты, завещанные наставлениями Малерба. Декарт положил основание рационализму, ставшему одним из характернейших свойств Французской философской мысли и лежащему в основе французского классицизма. Он сказывается даже в янсенизме: все поборники этого учения — Ле-Мэтр де Соси (1613—1684), Клод Лансело (1615—1695), Фонтэн (1625—1709), Антуан Арно (1612—1694), Пьер Николь (1625—1695) и проч. — были глубоко верующие католики, но они шли в делах веры рационалистическим путём. Такова логика Пор-Рояля, составленная Николем и Арно. Оттого янсенисты и отвергли тайну согласования предопределения и свободы воли. Наиболее блестящий выразитель идей янсенизма, Паскаль, был выдающимся математиком. Мальбранш (1638—1715), автор «Разыскиваний истины» (1675) и «Conversations chrétiennes» (1677), оспаривал картезианство, во имя христианского учения, также аргументами чисто интеллектуальными. Равным образом и полемика знаменитого поборника католицизма и единодержавия Боссюэта блещет именно неумолимой логикой. Этим свойством отличалось и тяжёлое красноречие Бурдалу (1632—1704). Мистическое учение квиетистов, которое старались ввести г-жа Гюйон и Фенелон, не могло, при таких условиях, иметь прочного успеха.

### Салоны
Если с наступлением эпохи классицизма идеям Возрождения уже не было более места, то литературные вкусы и нравы, пришедшие из Италии, всё-таки ещё остаются в силе. В подражание флорентийским кружкам гуманистов возникли во Франции салоны.
Первый литературный салон Парижа был основан Екатериной де Вивон, маркизой де Рамбулье (род. в 1588 г.), и её дочерью Юлией. Во второй половине XVII в. голубой салон отеля Рамбулье заменила гостиная г-жи де Скюдери. Такой же популярностью пользовались и приёмы у г-жи де Сабле, в доме которой возникли «Максимы» Ларошфуко.
В голубом салоне предпочтение давалось условным поэтическим образам, занесённым из Италии. Таковы пастушеский роман «Астрея» Оноре д’Юрфе (1568—1625), и драматические бержерии ученика Малерба, маркиза Ракана (1589—1670). Интерес к пастушеской поэзии поддерживался античными воспоминаниями. Вергилию несколько позднее подражали Жан де Сегре (1625—1701) и Антуанетта Дезульер (1631—1694). Не позабытым был и петраркизм. Славой лучших сонетистов пользовались аббат Котен (1604—1682), Клод Мальвиль (1597—1647), Ожье де Гомбо (1576—1666), Исаак Бенсерад (1612—1691). Излюбленным видом салонной поэзии был мадригал, мастером которого считался Антуан де ла Саблиер (1615—1680). В самом отёле Рамбулье возник сборник лирических пьес, посвящённых дочери хозяйки, Юлии: «Guirlande de Julie» (1641). Он был составлен Шарлем Монтозье (1619—1690).
Среди гостей госпожи де Рамбулье находился и Марини, по имени которого вычурный стиль тогдашнего светского общества, соответствующий английскому эвфуизму и испанскому гонгоризму, в Италии был назван маринизмом. Во Франции за ним установилось наименование «ценного стиля» (style précieux). Несколько позднее Бодо де Сомез составил даже словарь: «Le grand Dictionnaire des précieuses» (1660).
Будучи очагом всяких условностей и вычурностей, салонная жизнь вызвала, однако, и реакцию против педантизма и исключительности. Разговорная речь, естественно, обращала на себя особое внимание. Всякие, самые сложные вопросы обсуждались в общедоступной форме. Особенно стало цениться общее образование. Так создался тип «порядочного человека» (honnête homme), могущего поддерживать разговор на любую тему легко и остроумно. Вся литература XVII в. писана для этого honnête homme. К нему обращался в своих писаниях даже Декарт. Писать по-латыни не могло более никому прийти в голову.

### Эпистолярная литература

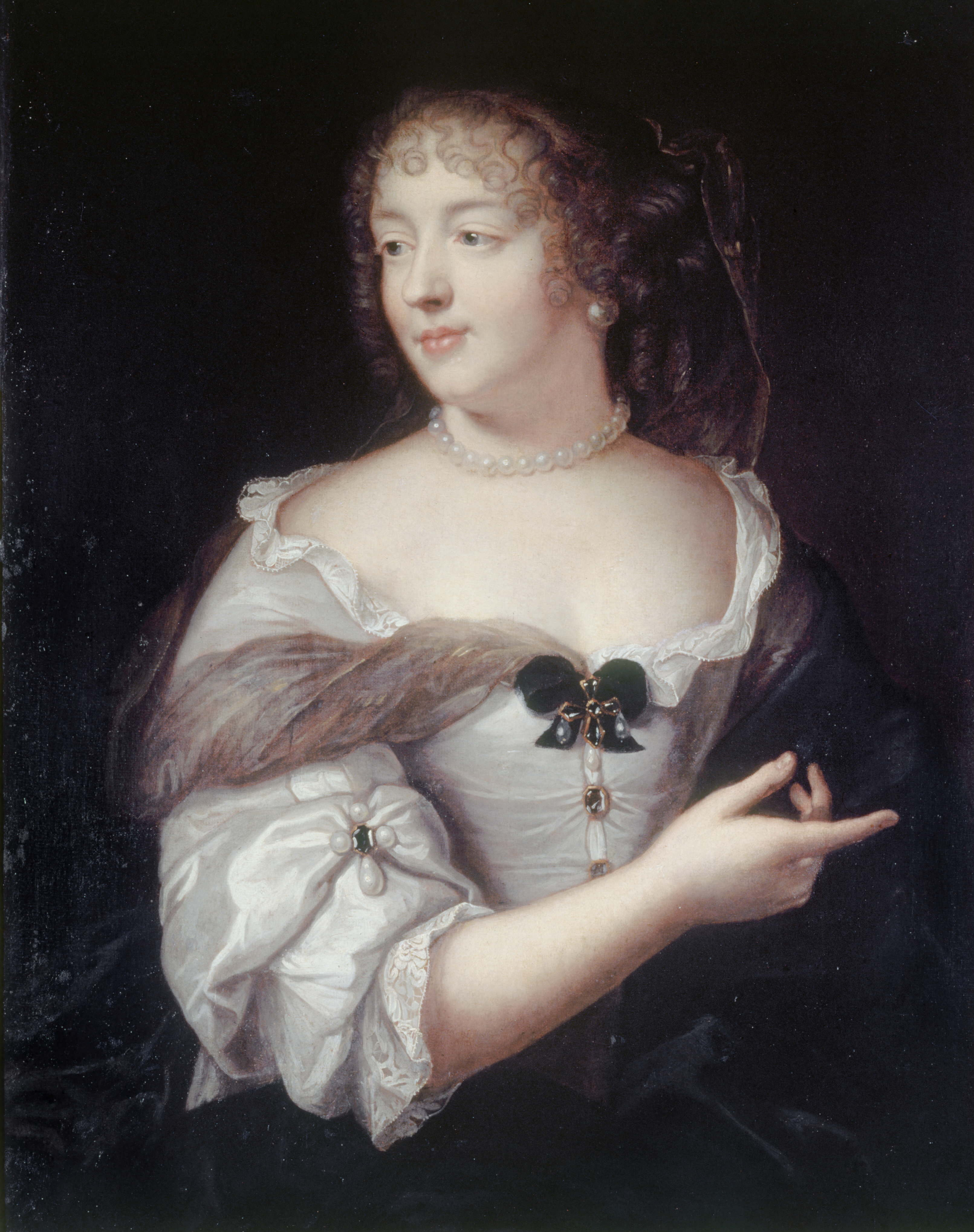
Госпожа де Севинье

Светская среда, в которой развивалась литература века Людовика XIV, и то значение, какое получила разговорная речь, привели к широкому развитию эпистолярного искусства. Письмо сделалось особым видом литературного творчества. Письма Жана де Бальзака (1597—1654), Вуатюра (1598—1648), Бюсси-Рабютена (1618—1693) и знаменитой г-жи де Севинье (1626—1696) ходили по рукам ещё в рукописях. Изданы они были только позднее: письма Геза де Бальзак — в 1624 г., Вуатюра — через год после его смерти, г-жи де Севинье — лишь в 1726 г.
В начале XVIII века этот вид литературного творчества был обновлён Монтескьё в его «Персидских письмах» (1721). Рядом с письмами стояли мемуары, длинная серия которых тянется через оба века классического периода французской литературы. Кроме мемуаров кардинала Реца и Ларошфуко, таковы «Recueil de portraits» (1656), «История Генриетты Английской» (1670) госпожи Лафайет (1634—1693), ставшие знаменитыми мемуары герцога де Сен-Симона (1675—1755) и др. Требования общедоступности, исходившие из среды светских литературных кружков, шли навстречу все усиливающейся проповеди литературного рационализма. Преемниками Малерба были в этом отношении Жан Шаплен (1595—1674), принимавший участие в сборнике «Guirlande de Julie», Клод Вожла (1585—1650) и Валентин Конрар (1603—1675). Они собирались у Конрара и обсуждали вопросы стиля и поэтики.
В 1635 году кардинал Ришельё взял эти собрания под своё покровительство. Так возникла французская академия, по образу флорентийской Академия делла Круска. К новой академии примкнул и Гез де Бальзак. Ближайшей своей задачей академия поставила составление словаря французской речи. Первое издание словаря вышло в 1694 г.; гораздо ранее (1647) были изданы «Remarques sur la Langue Française» (1647). Французская речь, признанная академией, естественно, оказалась ничем иным, как разговорным языком литературных салонов. В выборе слов надо было руководствоваться опять-таки ясностью, общедоступностью и простотой, но к этому присоединялся ещё вкус, под которым разумелось именно приличие, «порядочность», свойственная царившему honnête homme. Значение академии усилилось, когда с 1667 г. её покровителем стал сам король. Людовик XIV выдавал пенсии именитым литераторам, потому что таким образом ореол искусства становился его собственным ореолом. С тех пор, как французская знать превратилась в царедворцев, вся светская жизнь Парижа сосредоточилась около двора, оказавшегося верховным судьёй литературы. Отсюда придворный характер французской литературы века Короля-Солнца.
Поэты считали своим долгом воспевать важнейшие события политической придворной жизни; таким образом возникла классическая ода. Сюда относятся ода Буало на взятие Намюра (1692), оды Руссо (1671—1741), Ла Мотта (1672—1731), позднее Лебрёна (1729—1807). Драматические писатели изощрялись в украшении придворных праздников. Эпистолярная литература была полна придворных новостей. В таких условиях слагался французский классицизм. Основными образцами поэзии со времени Возрождения считались произведения античных поэтов, но подражание им в XVII веке было уже сознательно и своеобразно.

### Драма
Литературная критика, в лице Буало, Сент-Эвремона (1613—1703) и Фонтенеля (1657—1757), не сомневалась в том, что виды поэтического творчества раз и навсегда установлены в древности, но, исходя из принципов рационализма, она советовала стремиться к правдоподобию. Для определения назначения поэзии была возобновлена формула Горация: соединение приятного с полезным; под приятностью разумелось удовлетворение «вкусу» светского общества, а под полезностью — морально-христианские наставительные цели. Героизм античной поэзии сочетался с аристократизмом литературных нравов. Буало особенно ценил «возвышенное», которому был посвящён переведённый им трактат Лонгина.
Стремление к возвышенному ярко выразилось в драматическом искусстве. Успех Арди в «Hôtel de Bourgogne» вызвал появление целого ряда драматургов из среды именитых литераторов того времени. Таковы Теофиль де Вио (1590—1626), автор «Пирама и Фисбы» (1619), Мере (1604—1686), автор «Сильваниры» (1625) и «Софонисбы» (1629), Гомбо, автор «Амаранты» (1624), и, наконец, Пьер Корнель. «Сид» (1636) этого последнего открывает собой самый блестящий период истории французского театра, а Спор о «Сиде» — первая из громких литературно-эстетических дискуссий в истории новой французской литературы. С этого времени драма стоит в центре всего литературного движения. Сам король берёт её под своё покровительство. В 1641 г. королевское объявление признало, что занятия тех драматических деятелей, которые живут честно и разыгрывают лишь пристойные пьесы, «не должны им быть поставлены в хулу и вредить их репутации в общественных сношениях». Когда вслед за Корнелем появились Мольер и Расин, французский классический театр дошёл до своего апогея. Одновременно с Корнелем писали Буаробер (1592—1662), Демаре де Сен-Сорлен (1595—1676), имевший довольно шумный успех своей комедией «Les Visionnaires» (1637), Франсуа Лермит (1601—1655), автор «Марианны» (1636) и «Пантея» (1637), Жорж де Скюдери (1601—1667), выставлявший себя соперником Корнеля, Кальпренед (1610—1663), Бенсерад (1612—1691) и Скаррон, лучший автор комедий до Мольера.

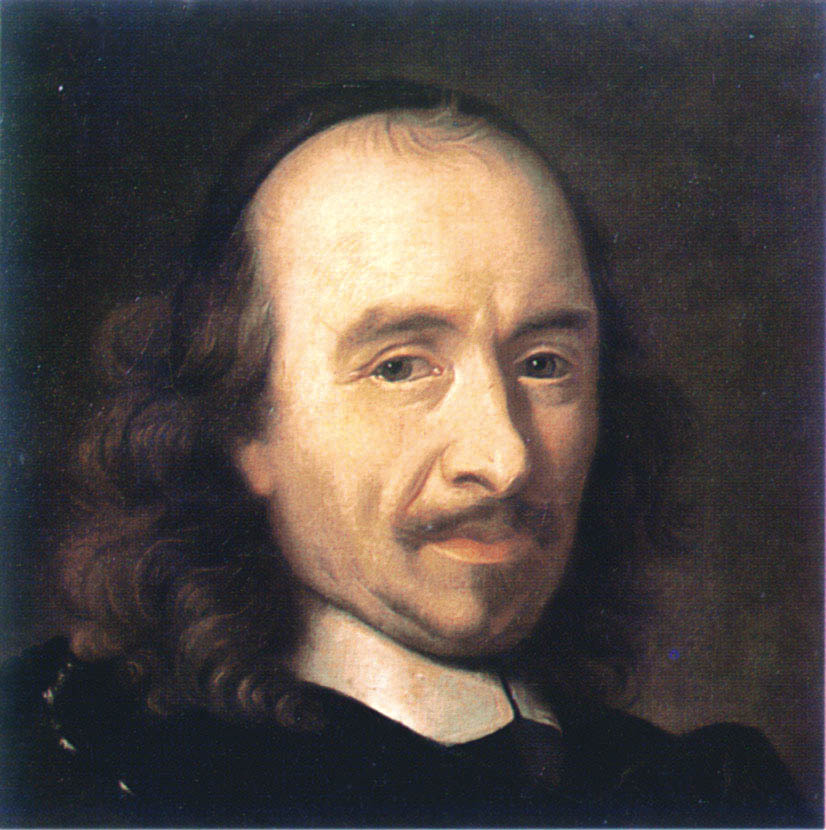
Пьер Корнель.

К эпохе Расина принадлежат Тома Корнель, аббат Буайе (1618—1698), признанный Шапленом вторым драматургом после Корнеля, Прадон (1632—1698), Кино (1635—1688), который наиболее приближается к Расину, Кампистрон (1656—1723), Данше (1671—1748) и ла Фосс д'Обинье (1653—1708), автор «Manlius» (1698), одной из лучших трагедий, написанных второстепенными поэтами. За Мольером также тянется довольно длинная вереница подражателей и соперников. Ни Корнель, ни Расин никогда не были признаваемы главами школ; также точно нельзя, однако, говорить и о школе Мольера. Учеником Мольера можно назвать только Отроша (1617—1707), автора комедии «L’Amant qui ne flatte point» (1667), и Барона, автора «L’Homme à bonne fortune» (1686). Монфлери (1640—1685) и Бурсо (1638—1701) стоят совершенно отдельно.
Французский классический театр осуществил драматическую теорию, установленную гуманистами Италии и Англии на основании своеобразного толкования «Поэтики» Аристотеля и трагедий Сенеки. Отличительный признак так называемой неоклассической драмы составляет соблюдение трёх единств: времени, места и действия, а также строгое разграничение родов комического и трагического. Эти правила были провозглашены во Франции около 1630 г. главным образом Шаплэном, по настоянию кардинала Ришельё. «Замечаниями» академии на «Сида» Корнеля они были обращены в догмат. Буало окончательно сформулировал их в своей «Поэтике», около 1670 г. Возражения были сделаны только в 1628 г., в написанном Ожье предисловии к драме Жана де Шаландра (1585—1635) «Тир и Сидон». Некоторое время Жан Ротру (1609—1650) также продолжал держаться более свободных взглядов Гарди.
Правилам французские драматурги подчинились, впрочем, не слепо, как совершенно внешнему условию, соблюдение которого не вытекает из существа дела; Корнель, например, подсмеивался над педантизмом некоторых теоретиков, старавшихся выяснить, надо ли укладывать действие в 12 или в 24 часа. Он исходил прежде всего из требования реальности. Действие, разыгрываемое в 2 часа, должно обнимать события, совершающиеся наиболее быстро. В этом отношении он рассуждал сообразно со всей рационалистической эстетикой своего времени. Процесс сосредоточения на катастрофе замечается и в английском елизаветинском театре, и в романтической драме XIX столетия; французский классический театр только понимал этот процесс более радикально.
Катастрофа во французской классической драме есть прямое следствие психологии героя. Ученик иезуитов, Корнель полагает в основу действия свободную волю героев, развивающуюся сообразно их характерам; янсенист Расин заставляет их целиком отдаваться страсти, роковым образом ведущей их к преступлениям или подвигам. Мольеру спор янсенистов и иезуитов был чужд, но и он моралист. Его мораль основана на непосредственном и здоровом нравственном чутьё заурядного буржуа. Именно на почве театра, преследующего морально-психологические задачи, выработалась рационалистическая эстетика XVII в. Героическое направление трагедии, реализм и морально-психологические цели — все это как нельзя лучше отвечало запросам времени; потому-то высшего своего выражения французский классицизм достиг в драме — и по той же причине театр века Людовика XIV может быть с полным правом назван национальным, хотя содержание пьес почти вовсе не бралось из французской жизни.
Даже у Мольера чувствуется влияние итальянских драматических фигур. «Сид» Корнеля и «Жоделе» Скаррона заимствованы у испанцев. Расин взял «Федру» у Сенеки, а «Аталию» — из Библии. Действие трагедии «Граф Эссекс» Тома Корнеля происходит в Англии. «Timocrate» и «Astrate», лучшие трагедии Кино, почти целиком измышлены, однако герои классического театра, идеальные и как бы стоящие вне пространства и времени, отвечали чисто французскому спросу, были плодом чисто французского воображения.
Классический театр продержался во Франции приблизительно до 1825 г. почти в том же виде. Ни патетические трагедии Кребильона (1674—1762) — «Электра» (1708), «Радамист и Зенобия» (1711) и «Триумвират» (1754), ни лучшие трагедии Вольтера — «Эдип» (1718), «Заира» (1732) и «Меропа» (1743) — не прибавили ни одной новой черты к старой трагедии. Тем более это можно сказать о Ла-Мотте (1672—1731) и Мармонтеле (1723—1799). Незаслужен был и успех «Ифигении в Тавриде» (1758) Латуша (1723—1760) и «Спартака» (1760) Сорэна (1706—1781). Только в комедии чувствуется жизнь. «Игрок» (1696) и «Всеобщий Легатарий» (1708) Реньяра, «Модный рыцарь», «Женщина интриганка» и «Модный буржуа» Данкура блещут остроумием. «Двойное вдовство» (1702) Дюфрена, знаменитый «Тюркаре» (1709) Лесажа, «Картуш» (1721) Леграна (1673—1728), «Балабол» (1725) Буасси (1694—1758) выводят целый ряд интересных типов. Чисто личная, своеобразная чёрточка проходит через комедии Мариво; лучшими из них считаются «Игра любви и случая» (1730) и «Фальшивые признания» (1732).
С «Гордецом» Детуша, изображающим разорение дворянина, мы подходим к новому направлению в комедии; она становится менее шуточной и начинает допускать серьёзное настроение. В комедиях XVIII в. все большее значение получает борьба буржуазии со старой знатью; представители первой изображаются все более заслуживающими уважения. Настало время, когда их признали достойными стать героями и трагедии. Изменился и характер морально-психологических интересов. Прошло время нравственного пессимизма Ларошфуко и учения янсенистов о благости предопределения; настало время умиления перед врождённой добродетелью человека. Сообразно этому комедия вовсе перестала бичевать пороки. Так возникли comédie larmoyante Нивеля де ла Шоссе и драма Дидро.
Строгое различение между комедией и трагедией было нарушено. Это была первая брешь в классической теории театра. «Очерк драматического искусства» (1773) Мерсье напрасно, однако, обещал обновление. Новы были идеи, а приёмы творчества оставались все те же. Один Бомарше в «Севильском цирюльнике» и «Женитьбе Фигаро» (1775) даёт уже вполне современные комедии. Остаётся верным традиции XVII даже театр революции, несмотря на те прогрессивные тирады, которыми он пестреет. В таких трагедиях, как «Карл IX» Мари-Жозефа Шенье (1764—1811) и «Друг законов» (1793) Лайа (1761—1833), эти тенденциозные сентенции, однако, значительно оживляют действие. В эпоху империи и реставрации, с Арно (1766—1834), Коленом д’Арлевилем (1735—1806), Лемерсье (1771—1840), Пикаром (1769—1828) и Этьенном (1778—1845), классический театр умирал тихой смертью после двухсотлетнего владычества.

### Эпическая поэзия
В области повествовательной поэзии и лирики французскому классицизму почти ничего не удалось создать. Искусственный эпос, о котором мечтают почти все теоретики поэзии, начиная с Плеяды, представлен такими ничтожными произведениями, как «Спасённый Моисей» (1653) Жерара де Сент-Амана (1593—1660), «La Pucelle» (1651) Шаплена, «Аларих или побеждённый Рим» Жоржа де Скюдери и «Хлодвиг» Демаре де Сен-Сорлена.
Несравненно большими поэтическими достоинствами отличаются шуточные пародии на эпос. Таковы «Rome ridicule» (1643) того же Жерара де Сент-Амана, «Тифон» (1644) и «Вергилий наизнанку» (1652) Скаррона, «Aventure de M. d’Assoucy» Шарля д’Ассуси (1604—1679), «Le Lutrin» Буало (1674 и 1683). Вольтер напрасно старался дать Франции героический эпос в своей «Генриаде» (Гаага, 1723 и Лондон, 1728); ему также гораздо лучше удалась его смехотворная «La Pucelle».
Классическая лирика представлена одами и сатирами; последние удались Буало. Рационализм не давал простора личному чувству, поэтические правила стесняли вдохновение. К классическим видам творчества можно отнести, однако, едва ли не наиболее живучие произведения века Людовика XIV — «Басни» (1668) Лафонтена. Он черпал не из басен Мари де Франс, а из латинского перевода Эзоповых басен, уже лёгших в основание французских сборников Коррозе (1542), Бодуэна (1633) и Одэна (1648).

### Роман
Совершенно независимо от классической поэтики продолжает развиваться в XVII и XVIII вв. роман. Вместе с пастушеской поэзией, сонетом и мадригалом роман был в большом ходу среди посетителей «голубого салона». Пастушеские романы после «Сумасбродного пастуха» Сореля (1599—1674) более не появлялись; зато любовные романы, наполненные самыми необыкновенными, трогательными и ужасными приключениями, остались надолго излюбленным чтением. Серию их начинают «Паломба» и другие благочестивые романы Жан-Пьера Камю (1582—1653), друга Оноре д’Юрфе, и «Ариана» (1632) одного из постоянных гостей дворца Рамбулье и сподвижника кардинала Ришельё, Демаре де Сен-Сорлена. Ла Кальпренед (1609—1663) в своих романах в десять и двенадцать томов — «Кассандра» (1642-45) и «Клеопатра» (1647) — старался выставить тот же возвышенный тип героя, что и Корнель в трагедиях.
Чисто светский характер носят романы Мадлены де Скюдери (1607—1701) «Ибрагим, или Великий Паша» (1641) «Артамен, или Великий Кир» (1649—1663) и «Клелия» (1654-60). В этих, также многотомных, произведениях преобладают разговоры салонного характера, несмотря на то, что действие происходит то при дворе древневосточных царей, то среди римлян. В последнем романе г-же де Скюдери вспомнился и аллегоризм исхода средних веков. К нему приложена карта страны нежности, где стоят замки любви по склонности, любви из уважения и любви из благодарности.
В духе подобных произведений начал свою писательскую карьеру и Лафонтен («Адонис» и «Сон в Во»). Новая волна светских любовных романов начинается с книг «Заида» (1670) и «Принцесса Клевская» (1678) госпожи де Лафайет, изданных от имени Сегрэ. Целый ряд светских дам подражает госпоже Лафайет: графиня Олнуа (1650—1705), г-жа де ла Форс (1650—1724), графиня Мюра (1670—1716). На рубеже XVIII в. Шарль Перро (1623—1703) выпустил свои «Сказки матушки Гусыни» (1697). За год перед тем вышел и другой сборник народных сказок, «Contes de Nourrice» (1696) г-жи Л’Еритье.

### Народная сказка

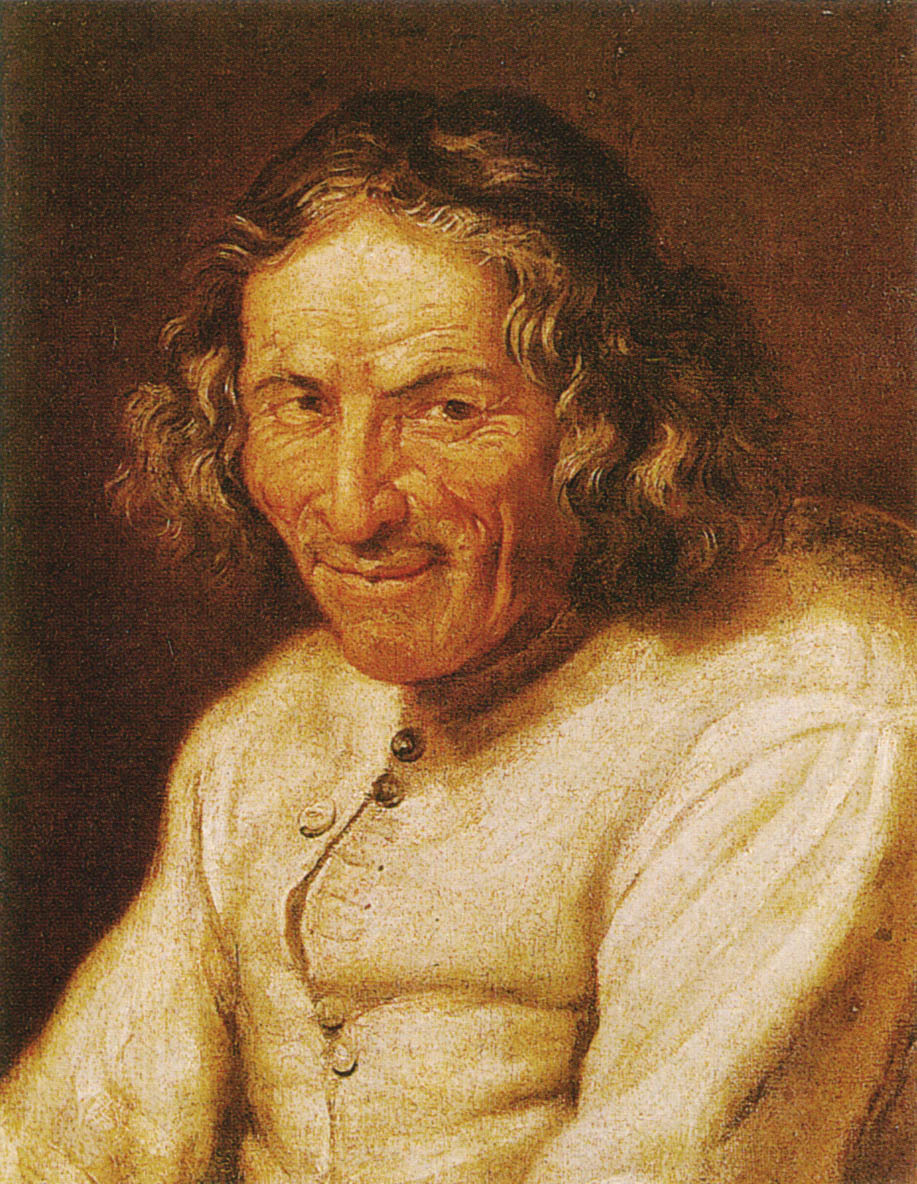
Поль Скаррон

Народная сказка в изящном изложении проникла таким образом в салоны. Она имела огромный успех: те же графиня Олнуа, графиня Мюра и г-жа де ла Форс наперерыв стали пересказывать для своих читателей сказки. На салонном романе отразились и моральные запросы времени. Ярче всего это сказалось в знаменитом «Телемаке» (1699) Фенелона. Комический роман изображает далеко не возвышенные похождения самых низких слоёв общества. Совершенства достигает этот род романов в Скарроновском «Комическом романе» (1651-57). Уже в романах Камю сказывается потребность воспроизводить современную действительность. В комических романах нарождается реализм в современном его понимании. Основанный не только на верном изображении душевных движений, как в театре того времени, реализм комических романов не брезгует никакими чертами каждодневной жизни. Так расширилось поле явлений, допускаемых в художественной литературе. Лучшее реалистическое описание нравов того времени — «Les Grands jours» Флешье (1632—1710). Комический роман допускал, однако, и фантасмагории, как, например, «Histoire comique des Etats de la lune et du soleil» (1659 и 1662) Сирано де Бержерака (1619—1655). Вольтер в своих философских романах (1748-67) воскресил живой «галльский дух» и вдумчивость Рабле. Когда испанское влияние сменилось английским, и вместе с тем возникло сентиментальное отношение к человеку, наступило время современного романа. В него вводят «Манон Леско» аббата Прево, «Жизнь Марианны» Мариво и «Новая Элоиза» Руссо; затем идут романы г-жи Риккобони (1713—1792), г-жи де Шарриер (1740—1805), графини де Жанлис (1746—1830), Себастьена Мерсье, Ретифа де ла Бретон (1734—1806) и, наконец, Бернардена де Сен-Пьера. Параллельно с независимым от установленной поэтики романом живёт на всем протяжении XVII и XVIII вв. и песня. Песни слагали Лафонтен, маркиз де Куланж (1631—1716), Карпантье де Мариньи († в 1670 г.), Гийом Амфри де Шольё (1639—1720), де ла Фар (1644—1712). Это по преимуществу песни весёлого разгула. Позднее обновляется и любовная лирика, с Пироном, Берни (1715—1790), Бертэном (1752—1790) и Парни (1752—1814).

### Спор о древних и новых
Классическая литература Франции, таким образом, далеко не ограничилась подражанием античной поэзии; на почве подражания создалось своё собственное и своеобразное. Естественно, поэтому, что не раз ставился вопрос о том, обязательно ли преклонение перед древностью. Так возникла известная «ссора» — querelle des anciens et des modernes («Спор о древних и новых»). На сторону последних стал Шарль Перро с братьями. В своих «Siècle de Louis le Grand» и «Parallèles des anciens et des modernes» (1688—1697) они нападали на поэзию греков и римлян. Им отвечал Буало. Уличить их в невежестве было нетрудно, но можно ли было унижать современную поэзию после появления Корнеля, Расина, Мольера, Лафонтена? Через двадцать лет Ла-Мотт возобновил тезисы братьев Перро; он решился даже переделать «Энеиду» сообразно современным требованиям.
Это был уже псевдоклассицизм. И действительно, в начале XVIII в. знания по классической древности сильно понизились; корифеи своего собственного классицизма заслонили её. Только к концу века граф де Кайлюс и аббат Бартелеми («Путешествие молодого Анахархиса», 1788) вновь обновили восторг перед красотой античного искусства. Он сказался, правда, скорее в изобразительном искусстве, чем в поэзии. В этой последней одиноко заканчивает и почти увенчивает французский классицизм Андре Шенье. Вольтер хотел, чтобы новые мысли были выражены «античным стихом»: эти слова в высшей степени характерны для классицизма XVIII в.

## Просвещение

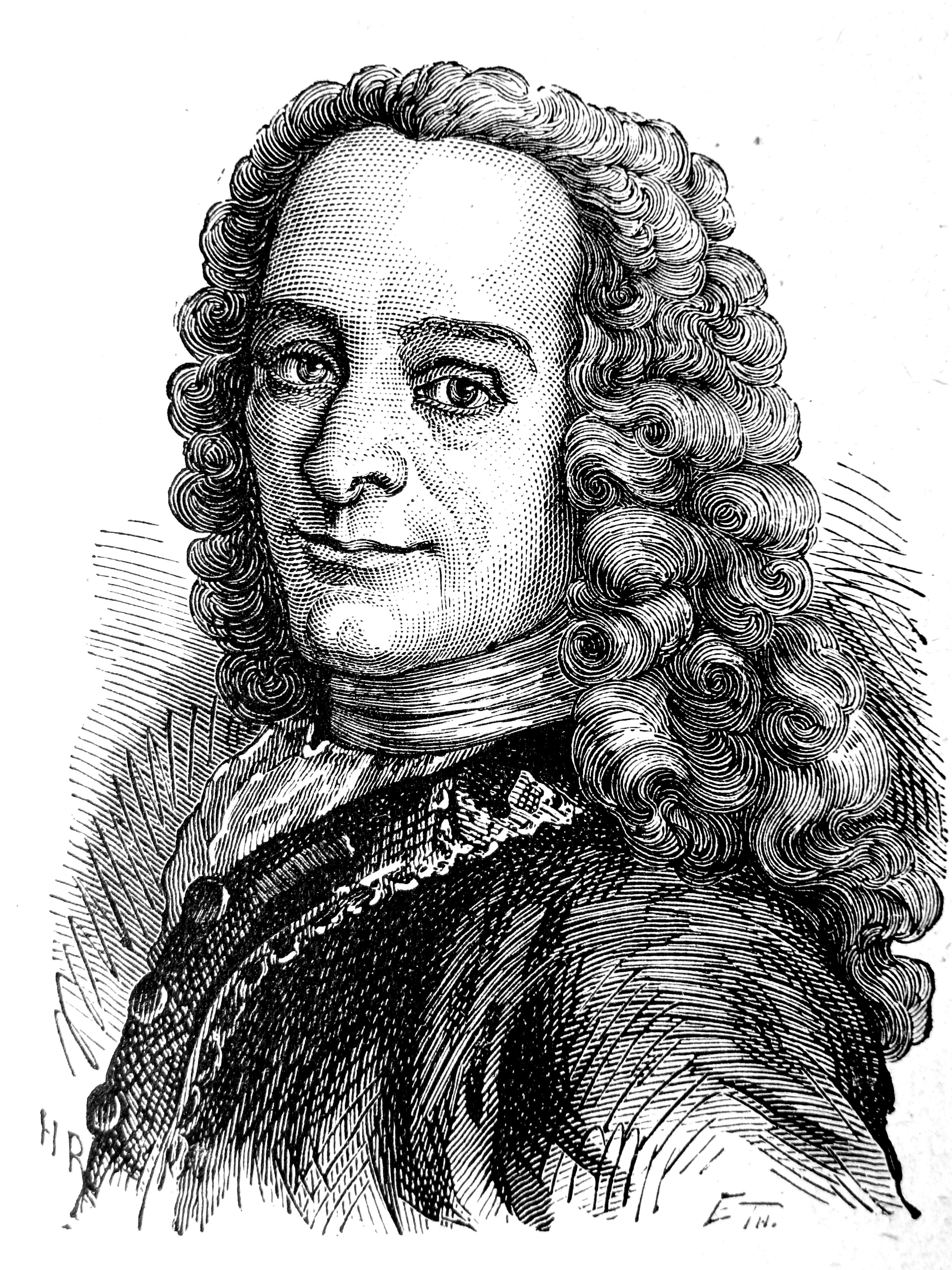
Вольтер.

Продолжая традицию века Людовика XIV, век Просвещения был его полной противоположностью. «Дух законов» Монтескьё часто сравнивали с «Опытами» Монтеня; но предвестник морально-психологических запросов XVII в. интересуется исключительно внутренней духовной жизнью личности, а великий социолог XVIII века целиком поглощён широкими проблемами общественности. Все размышления Монтескьё сконцентрированы около вопроса о выработке конституции, основанной на уравновешении законодательной, судебной и исполнительной властей. Гельвеций вовсе отрицает психологию и мораль; воспитание, по его мнению, определяет все душевные склонности человека.
Католицизм в XVII в. казался незыблемо установленным, и неуважение к нему считалось таким неприличием, какое может себе позволить лишь крайне неблаговоспитанный человек; в XVIII в. «философы» царят во всех литературных и светских гостиных Парижа — у маркизы де Ламбер и у мадам Тансен, у г-жи Жоффрен и позднее у г-жи де Неккер. Публицистические сочинения Вольтера, Дидро, д’Аламбера и Гольбаха воспитывают общество в свободомыслии. Оно сказывается и в поэзии: таков посвящённый папе «Магомет» Вольтера, таковы же его «Философские повести и рассказы». Несмотря на королевский указ «запрета на романы» (1737) и цензуру парламентов, их презирают и научились обходить.
Радикальное различие обоих веков классического периода французской литературы, однако, скорее кажущееся, чем действительное; между ними существует глубокая связь даже с точки зрения господствующих в том и другом идей. Свободомыслие и стремление к политическим реформам, проходящее красной нитью через всю литературу XVIII в., зиждется на том же рационализме, какой мы видели у мыслителей века Людовика XIV. Религиозное сознание французского общества окончательно расшаталось под влиянием долгих споров янсенистов и иезуитов. К материализму вёл не только сенсуализм Локка: к его усвоению в значительной степени подготовил почву «Исторический и критический словарь» (1697) Бейля (1647—1706). Неверие тлело уже в XVII веке. Сожжение Ванини, процесс Теофиля, эпикуреизм Гассенди, кружки так называемых «libertins» — наглядные признаки постепенного скрытого роста свободомыслия. «История оракулов» (1687) Фонтенелля давала рационалистическую оценку всему сверхъестественному.
Если расстройство финансов королевского правительства, его беспомощность и завистливое отношение ко всему живучему и дееспособному были прямым последствием наружного блеска единодержавия Людовика XIV, то и симпатии к английской конституции слышатся гораздо раньше, чем начинается влияние английской литературы. Ещё Фенелон мечтал о правительстве, в котором король «был бы всемогущим на добро и бессильным на зло». Английские порядки особенно восхвалялись протестантами. Письмам об Англии Вольтера предшествовали «Lettres sur les Anglais, et les Français» швейцарского пиетиста Мюра. С 1724 года они были распространены и во Франции. Их упоминает Руссо в «Новой Элоизе».

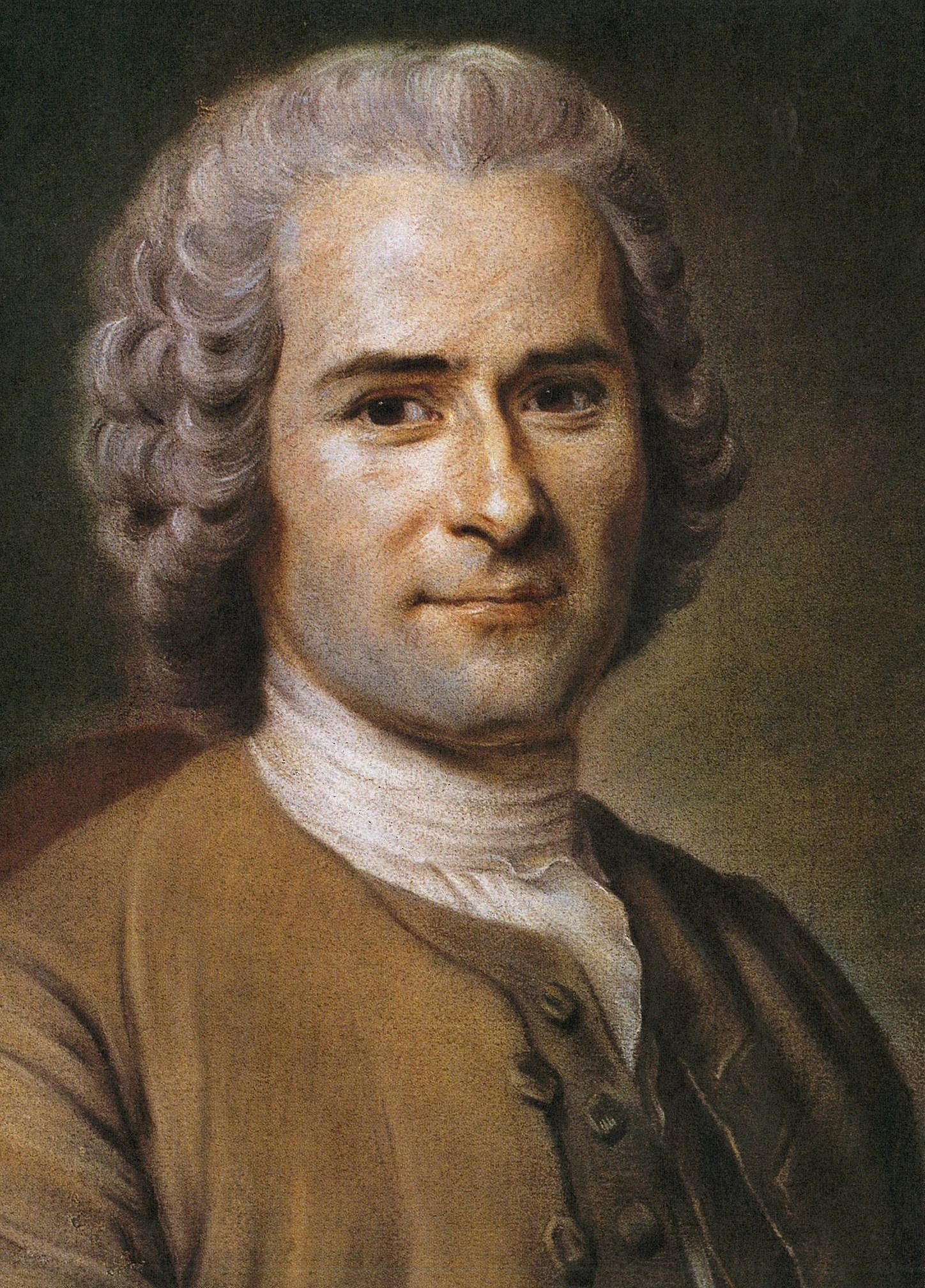
Жан-Жак Руссо.

Когда материалистический рационализм нашёл себе почти поэтическое выражение в огромном научном предприятии Бюффона, когда Дидро удалось-таки довести до конца «Энциклопедию», полную победу торжествовали идеи, расцвет которых подготовлялся издавна. Даже вера в прогресс человечества, впервые выраженная в «Эскизе исторической картины прогресса человеческого разума» Кондорсе, уже проходит, как основная мысль, через весь спор «древних с новейшими».
Новую жизнь во французский рационализм влил с первых же шагов своей писательской деятельности Жан-Жак Руссо. Вместе с Мабли он может быть назван пророком и создателем основных общественных запросов XIX века. Всесильная к концу XVIII в. буржуазия осуществила свои политические вожделения, но вслед за этим возник социальный вопрос, в наши дни стоящий во Франции на очереди. Уважение к человеку простому, стоящему ближе к природе, и преклонение перед природой, как основным источником всей эстетической деятельности человечества, были результатом влияния того же Руссо. С самого начала XIX в. они составляют точку отправления всех художественных исканий и вдохновений. Сообразно им изменяется и литературная теория. Пророческими оказались слова Дидро: «Когда народятся поэты? После времени погромов и великих несчастий, когда ошеломлённые народы начнут дышать. Тогда воображения, потрясённые ужасными событиями, изобразят вещи, неизвестные ещё тем, кто не был свидетелем этих зрелищ».

## Романтизм

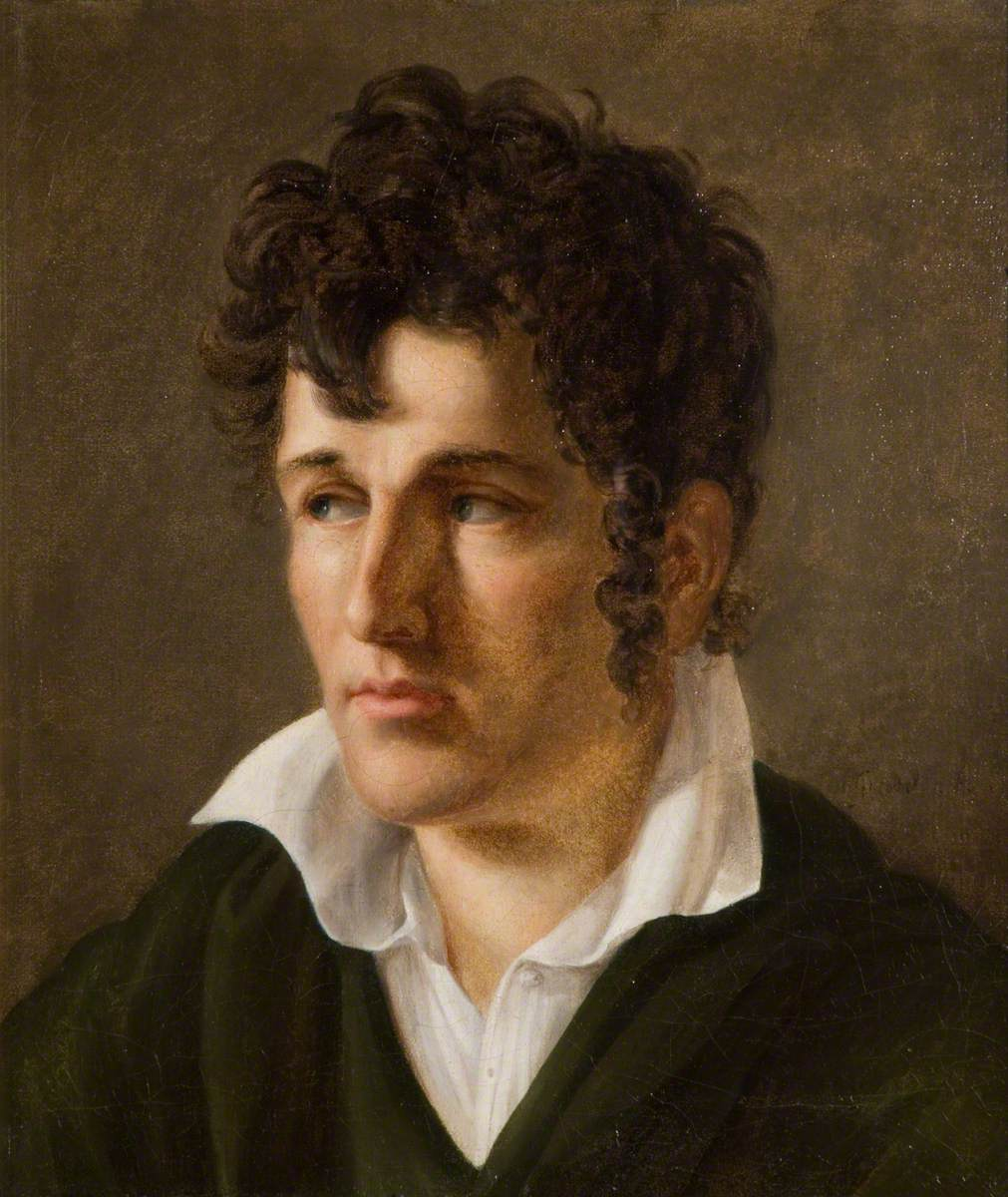
Франсуа-Рене де Шатобриан.

В 1800 году вышел трактат г-жи де Сталь «О литературе, рассмотренной в связи с общественными установлениями», в 1801 — «Атала, или Любовь двух дикарей в пустыне» Шатобриана, в 1802 г. — «Дельфина» мадам де Сталь и «Гений христианства» Шатобриана. Эти произведения, с одной стороны, воплотили в себе новые идеи, возникшие во Франции в конце века Просвещения, а с другой, положили художественную основу французскому романтизму. Г-жа де Сталь стоит ещё как бы на рубеже двух литературных поколений; Шатобриан, по словам Теофиля Готье, может быть признан предком романтизма во Франции. У обоих этих писателей сказывается та широта эстетических воззрений и интересов, которой был ознаменован период бури и натиска в немецкой литературе. Шатобриан освоился с английской поэзией в годы своего изгнанничества; г-жа Сталь в своей книге о Германии (1810-13) заканчивает процесс проникновения во Францию произведений корифеев немецкой современной поэзии.
В 1823 году предисловие к «Muse française» объявляет, что будет знакомить читателей и с иностранной словесностью, так как «узкий патриотизм в литературе есть остаток варварства». Под напором новых художественных впечатлений начинает колебаться мнение критиков: Жоффруа не понимает Шекспира, но отрицательно относится к Вольтеру; Фонтан поощряет Шатобриана; Бональд приветствует журнал братьев Гюго «Le Conservateur littéraire».
Интерес к Средневековью возникает сначала в виде genre troubadour, в трагедии Ренуара «Les templiers» (1801), Крезе де Лессера в «Les chevaliers de la Table Ronde» (1812), «Amadis de Gaule» (1813) и «Roland» (1814), y Мильвуа. Романтический характер он носит у Виктора Гюго в «Соборе Парижской Богоматери» (1831) и позднее в драме «Бургграфы» (1843) и «Легенде веков» (1859).
Возникает и более вдумчивое, уже не заслонённое рационалистическими парадоксами отношение к религии. Хотя Шатобриан в своём «Гении христианства» отвлекается постоянно в сторону от основного замысла, тем не менее мысль о возвеличении веры всё-таки стоит в центре почти всех его сочинений. В начале XIX в. такие писатели, как Жозеф де Местр и Ламенне, обращают на себя внимание всех начинающих литераторов. Особенно близко ответил настроению трактат Ламенне о «Религиозном безразличии». Оживившаяся религиозная эмоция сказалась, прежде всего, в поэзии («Méditations» Ламартина).
Вера романтиков была чувством тревожным, ищущим. Она исходила из общего поворота в сторону всего сверхчувственного как в духовной жизни человека, так и в окружающем его мире. Отсюда та неопределённая грусть и мечтательность, та особая страстность, уже не ограниченная более, как у Руссо, рассудительностью, которая составляет главное содержание «Атала» и «René». От Шатобриана романическая грусть переходит к Ламартину, а у Мюссе и у Альфреда де Виньи, обновившись байронизмом, принимает характер мировой скорби. При подобном направлении мыслей естественно возродился лиризм. В период господства рационализма выражению заветного личного чувства не могло быть отведено достаточно простора; теперь субъективизм вступает в свои права.
Отсюда небывалый во Франции расцвет лирической поэзии. В первой половине XIX в. Франция насчитывает целую плеяду поэтов. Кроме названных корифеев, выдаются Антони Дешан (1800—1869), автор «Derniè res paroles» (1835) и «Résignation» (1839), Жозеф Делорм (Сент-Бёв), написавший «Consolations» (1839), Теофиль Готье, Жерар де Нерваль (1808—1855), Огюст Барбье (1805—1882), лучшей вещью которого остаются «Ямбы» (1830).
Романтизм проникает и в провинцию; здесь слышатся свежие стихотворения бретонца Огюста Бризе (1803—1858), вдумчивая лирика Виктора де Лапрада (1812—1883) и Эжезипа Моро (1810—1838). Г-жа Аккерман по своим философским воззрениям принадлежит уже к следующему поколению. Поэты, группировавшиеся около Виктора Гюго, любили сравнивать себя с Плеядой. Им нравился более свободный, ещё не обедневший в силу теорий Малерба язык Возрождения. Критик романтического направления, Сент-Бёв, описал в этом смысле XVI в. во Франции (1828).
Субъективно-лирический характер носит и роман того времени. За «Коринной» (1807) г-жи де Сталь и «Obermann» Сенанкура (1770—1846) идут «Адольф» (1816) Бенжамена Констана, «Пустынник» (1821) Д’Арленкура, «Исповедь сына века» (1836) Мюссе и, наконец, серия романов Жорж Санд, начинающаяся с «Индианы» (1831). Субъективизм романтиков не надо, однако, смешивать с индивидуализмом. Выливая либо в форме рассказа, либо в форме чисто лирических образов ощущения и думы, выношенные в сокровенных тайниках своего «я», романтики были выразителями всех разнообразных запросов своего времени. Виктор Гюго писал в предисловии к своим «Contemplations» (1856): «Иногда слышатся жалобы против писателей, говорящих: я. Говорите нам о нас! — требуют от них. — Увы, когда я говорю вам о себе, я, в сущности, говорю о вас».

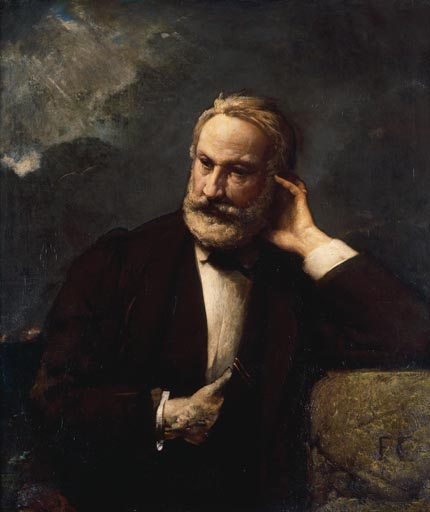
Виктор Гюго.

И действительно, литература первой половины XIX в. была литературой общественной. Ни строгий наполеоновский режим, ни цензура Реставрации не могли остановить общественных запросов времени. Развившаяся во время революции повременная печать и её душа, публицистика, начинают стоять в самом центре всей умственной жизни.
Вопросы общественности проникают и в поэзию. В этом отношении даже песни Беранже, хотя он вовсе не принадлежал к романтикам, оказываются отвечающими взглядам трактата «О литературе» г-жи де Сталь. Виктора Гюго часто называют поэтом-публицистом; такой характер носят его «Оды» (1823), «Лучи и тени» (1840), «Возмездие» (1853) и др. Только позднее, с проникновением во Францию немецкой эстетики, поэзия романтиков обособляется от жизни, становится строго артистической. Этому способствует философия Кузена. Только тогда входит в литературную жизнь теория искусства для искусства.
Одним из основателей этой артистической и замкнутой поэзии был Теофиль Готье. За ним идут Теодор де Банвиль, Леконт де Лиль и Бодлер. Это уже последние романтики; после них начинается упадок поэзии. Она становится холодно описательной; особое внимание обращается на отделку внешней формы. Новая группа поэтов издаёт сборники под заглавием «Le Parnasse contemporain» (1866, 1869 и 1876). Её ядро составили многие из ещё живых поэтов: Гередиа, Мёнар, Франсуа Коппе, Огюст Вакри, Катюль Мендес, Леон Дьеркс, Сюлли-Прюдом, Анатоль Франс и др. К поэтам-парнасцам принадлежали в молодости Верлен, Малларме и Вилье де Лиль-Адан, впоследствии основавшие новейшую символическую поэзию.
Поэты-романтики обновили теорию драмы. В 1827 году вышел «Кромвель» Виктора Гюго, со знаменитым предисловием — манифестом романтической драмы. До середины сороковых годов новая теория оставалась в силе. Её главное значение заключается в том, что она покончила со всеми стеснительными правилами классической теории. Комические сцены стали проникать в трагедию, место действия стало свободно меняться, время действия было дозволено произвольно растягивать. Рядом с этим особое внимание было обращено на историческую правду: герои перестали быть отвлеченными от сюжета.
С точки зрения эволюции драмы не было, однако, сделано ни шага вперёд. Драматическая катастрофа расплылась в повествовании. Действие, хотя и оживлённое, перестало быть строго сконцентрированным. Театр романтиков не выделил ни одного выдающегося таланта. Лучшие драмы Виктора Гюго, Казимира Делавиня и Виньи: «Эрнани» (1830), «Marino Faliero» (1829), «Chatterton» (1835), «Рюи Блаз» (1838) слишком походят на мелодрамы вроде «Генриха III» (1829) Александра Дюма-отца. Лучшее произведение романтической драмы, «Лоренцаччо» (1834) Мюссе, осталось без внимания. Вот почему, когда актриса Рашель добилась вновь постановки больших трагедий классического репертуара (1838), их совершенство в её исполнении стало всем вполне очевидно. Отсюда, с одной стороны, неуспех «Бургграфов» Виктора Гюго, с другой — незаслуженная слава Понсара (1814—1867), автора классической трагедии «Лукреция» (1843).
Менее потрясений испытала в романтический период комедия. Освободительное влияние романтизма сказалось и тут; современность вошла в свои права, но лучший из авторов комедий в первой половине века, Скриб, не мог создать ничего более знаменательного в поэтическом отношении, как хитросплетённые интриги. Зато разрушение драматических предрассудков старины сделало возможной правильную оценку драматических сценок Мюссе, впервые разыгранных в Михайловском театре в Петербурге.

## Реализм
XIX век справедливо называют веком историческим, в противоположность антиисторическому веку рационализма. Историческая точка зрения и идея эволюции действительно лежат в основе философских систем и теорий, господство которых постепенно сменялось в истёкшем столетии. Длинную серию современных французских историков открывают Огюстен Тьерри и де Барант (1782—1866), почерпнувшие своё вдохновение у Шатобриана и Вальтера Скотта. Историком-романтиком был, до известной степени, и Мишле.
Философскую и политическую школу историков составляют выдающиеся общественные деятели времён Луи-Филиппа, Второй империи и первых лет Третьей республики: Гизо, Минье, Тьер, Луи Блан. Отдельно стоит Анри Мартен. Гизо, вместе с историком литературы Вильменом и философом Кузеном, принадлежал к числу тех красноречивых профессоров, лекции которых сослужили такую важную службу общественному самосознанию Франции в период, предшествующий Июльской революции. Историк американской демократии Алексис де Токвиль вводит нас в среду политических писателей, впервые сформулировавших во Франции социальные запросы нашего времени; таковы Арман Каррель, Луи Блан, Прудон, Бланки. С этого времени в необъятной политической литературе Франции, вплоть до де Мёна и Дешанеля с одной стороны и Жореса с другой, социальный вопрос стоит на первом плане.
С Ренаном, Тэном и Фюстелем де Куланжем мы входим в современную историческую науку. Она старается заимствовать методы и приёмы у точных знаний. К середине века точные науки выдвигаются своими открытиями на первый план; XIX в. становится веком научным. Достаточно назвать такие имена, как Лаплас, Фурье, Жофруа Сент-Илер, Кювье, Клод Бернар, Пастёр, Бертло, Араго, чтобы изобразить расцвет французской науки в XIX в. Позитивная философия Огюста Конта становится прежде всего систематизацией наук. Такой характер она сохраняет даже у Е. де Роберти, в противоположность Литтре и Лафиту, вышедшего из контизма на путь самостоятельных философских исканий. Центральное положение науки в современном мировоззрении оттеняют и Фуллье, и Гюйо, хотя их философия представляется скорее реакцией против узкого позитивизма и материализма пятидесятых и шестидесятых годов.
Научный склад мышления отразился и на судьбах художественной литературы. Он сказался прежде всего в выборе основного вида творчества: им оказался роман, стоявший в стороне от всех литературно-художественных теорий. Мы видели, как постепенно ко второй половине XVIII века роман перестал быть низшим видом поэзии, служащим только для развлечения, и усвоил себе серьёзные мотивы. Особое значение приобретает роман в период романтизма. Сентиментальный роман обновляется характерным для романтиков лиризмом; роман приключенческий также входит в новый фазис, становясь романом историческим. С приключений интерес переходит на поэтическое воспроизведение старины. В 1826 г. вышел «Сен-Мар» Альфреда де Виньи, в 1829 — «Хроника царствования Карла IX» Проспера Мериме. Виньи, выводя исторические личности, даёт широкий простор своему воображению; Мериме, напротив, выводит чисто вымышленные события, но ставит их в строго точную историческую обстановку. Этот последний вид исторического романа оказался наиболее распространённым. С переходом от Александра Дюма-отца к позднейшим авторам исторических романов, Эркман-Шатриану и Эрнесту Доде, точность исторической обработки ещё усиливается. Совершенства она достигает в «Саламбо» Флобера. Развиваться далее предстояло, однако, романам другого направления. Наиболее важное историко-литературное значение имеют социальные романы Жорж Санд, романы Стендаля и «Человеческая комедия» Бальзака. Тэн в своей статье о Бальзаке назвал роман наиболее современным видом поэзии, потому что его растяжимая форма лучше всего подходит к воспроизведению всех разнообразных и осложнённых проявлений современной жизни.
На почве социального и бытового романа возникла во Франции новая теория поэтического творчества — реализм. В основе её лежит не только точность воспроизведения действительности, но и особый взгляд, сообразно которому искусству вменяется в обязанность знакомить с явлениями жизни, служить познавательным потребностям не менее чем эстетически-эмоциональным. Конечный момент создания во Франции реалистической школы в поэзии отметил Сент-Бёв в своей статье о романе Флобера «Госпожа Бовари» (1857). «Я узнаю признаки новой литературы, — писал он, — наука, наблюдательность, зрелость, сила и немного жёсткости — вот что, по-видимому, составляет руководящие принципы будущих поколений». Французских реалистов долго обвиняли в слишком откровенном изображении человеческих слабостей и пороков, в сгущении мрачных красок и в отсутствии всякого стремления примириться с жизнью; корифеям реализма — Флоберу, Альфонсу Доде, братьям Гонкур, Эмилю Золя, Ги де Мопассану — противополагали так называемых идеалистов — Октава Фелье, Виктора Шербюлье и Жоржа Онэ. Золя, напротив, отстаивал право поэзии так же мало щадить щепетильность читателя, как мало щадит её наука. В своём увлечении естествознанием он заменил термин реализм — натурализмом. Воображению он не хотел дать никакого простора: роман, как научное сочинение, должен быть основан на «человеческих документах». Его больше интересовала научно исследованная физиология человека, чем его психология.
Сообразно этому общественное значение романа как будто сокращалось. Однако, французский реалистический роман никогда не переставал быть общественным; эта струя даже усиливается постепенно у самого Золя и особенно у братьев Рони и в последних романах Анатоля Франса и Мирбо. Общественное значение французского реализма выражается в том внимании, какое в нём уделяется низшим слоям общества. Лучший теоретик реализма, Гюйо, находит, что искусство, знакомя нас с новыми слоями общества, расширяет присущее человеку чувство симпатии. Влияние Жорж Санд столь же значительно, как и влияние Бальзака; вслед за ней крестьян изображают Фердинанд Фабр, Леон Кладель, Андре Терье, рабочих — Золя, Рони и Эстонье. В восьмидесятых годах XIX века Эдуард Род, Бурже и Баррес основали новую школу романистов. Стремясь изображать более сложные отправления человеческого сознания, они назвали себя психологами. Их затея выродилась, однако, очень быстро в простое обновление идеалистического романа. Влияние реалистической школы ограничивается романом; из поэтов ему подверглись разве Коппе и Ришпен. Театр продолжал традицию романтиков, в несколько изменённом виде.
Возвращение к классическому театру произошло не среди драматургов, а, скорее, среди ценителей поэзии. Если под влиянием Сен-Марка Жирардена и Низара драматическая теория века Людовика XIV и была вновь признана совершённой, то осуществление её оказалось невозможным. Современные французские драматурги — Александр Дюма-сын, Эмиль Ожье, Викторьен Сарду — сохранили замысловатую интригу Скриба, эффектность отдельных сцен и свободный строй драмы романтиков, но действие перенесли в современную жизнь. От классического театра они унаследовали нравственно-наставительный тон и известную геометрическую бедность замысла. Даже лучшие пьесы этих авторов выводят вместо живых лиц условные роли.
Неудивительно, что поборники реализма не удовлетворялись современным им театром. Отсюда попытки ввести реализм в театр, совершенно отбросив принцип концентрирования действия на катастрофе. За осуществление этой мысли взялся актёр Антуан. Лучшая из поставленных им подобных пьес — «Девка Элиза» Эдмона де Гонкура, имела огромный успех.
В конце XIX века во Франции выделилось несколько новых драматургов. В то время как Ростан, обновив все недостатки романтического театра, привлекает целые толпы зрителей, Поль Ервье, автор «Les Tenailles», перед более избранной публикой работает над дальнейшим развитием драмы. Рядом с ним стоит Франсуа де Кюрель, лучшие пьесы которого — «Les Fossiles» и «Le Repas du Lion».
Научное мировоззрение середины XIX в. привело к оживлению литературной критики. Со времени появления критических очерков Тэна начинаются попытки применить в литературной критике методы естественных наук. Теорию Тэна о влиянии на автора среды, исторического момента и расы дополнил Эмиль Эннекен, предложив рассматривать и влияние литературных произведений на читателей. Из теории Тэна исходит и Брюнетьер, стремящийся приложить к истории литературы теорию эволюции. Естественным последствием такой постановки вопроса оказывается строго объективное, исключительно разъясняющее отношение к поэзии. Эстетическая или общественная оценка её не может уже иметь место; однако, Брюнетьер отстаивал, противореча своим собственным основным взглядам, право критики высказывать авторам порицания или похвалы. Он полемизировал при этом с наиболее художественно чутким критиком второй половины истёкшего века, Жюлем Лемэтром, создателем, вместе с Анатолем Франсом, импрессионистической критики. Отбросив всякую попытку создать из критики науку, Лемэтр развил её как искусство. В этом он сошёлся с Гюйо, также не допускавшим мысли о создании методологии критики. Из множества современных литературных критиков выдаются Рене Думик, Эмиль Фаге, де Вогюэ и де Визева.

## Символизм

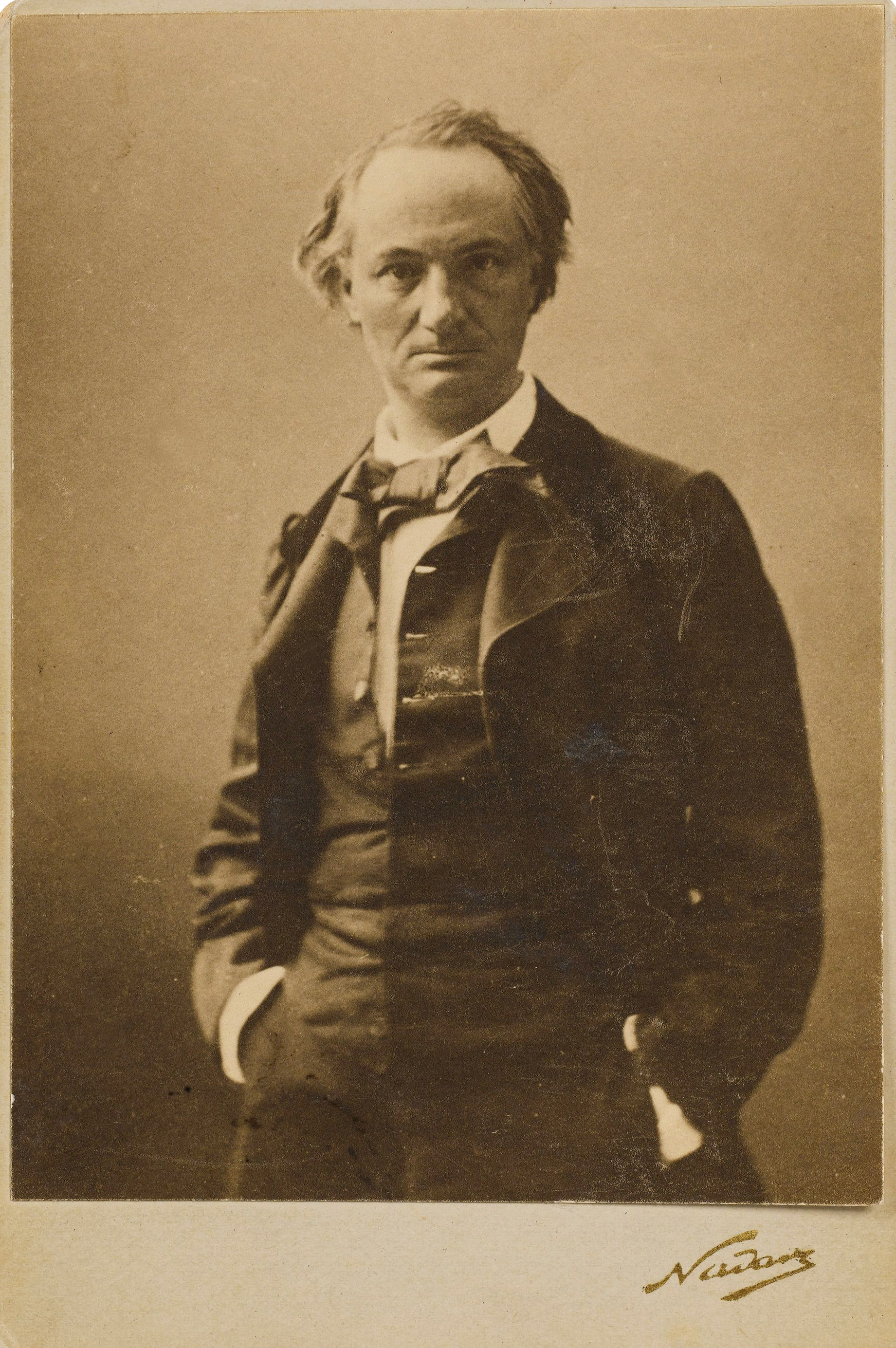
Шарль Пьер Бодлер (1821—1867)

В 1880-х годах среди молодёжи латинского квартала начинается брожение, приведшее к нарождению так называемой «новой поэзии».
Главным образом под влиянием немецкой философии, проводимой профессором Бутрe, и скептицизма Ренана, стройность научного мировоззрения была разрушена. Интерес к области непознаваемого возродился вновь. Только что исследованные явления внушения и гипнотизма привлекали внимание ко всему сверхъестественному. Индивидуалистическое учение Ницше начало проникать и во Францию. Народились новые мысли и новые запросы. Они потребовали новых образов и новых приёмов творчества. Искание того и другого выразилось в основании целого ряда маленьких журналов. Расширение вкусов привело к большему ознакомлению с иностранной литературой. Разысканы были и почти вовсе неизвестные в то время Верлен и Малларме и были признаны главами новой школы. Стихи молодого друга Верлена — Артюра Рембо — были, наконец, изданы. Стихотворения Бодлера привлекли к себе всеобщее внимание.
Из всех этих скрещивающихся течений произошёл целый литературный переворот. Гюстав Кан и Жюль Лафорг разложили старый александрийский стих на так называемый свободный стих. Вырабатывать его стали и Анри де Ренье, и Вьеле-Гриффен, и бельгиец Верхарн, наиболее широкий и талантливый из всех новых поэтов. Новая поэзия, вслед за Бодлером, которого Теофиль Готье назвал «декадентом», стала себя называть тем же именем. Мореас назвал новую школу поэзии «романской». Одновременно введён был и термин символизм, наиболее подходящий к основному складу новой поэзии.
Поэтов-символистов на первых порах обвиняли в неясности и противопоставляли в этом отношении реалистам, — из-за усложнённости образов и стремления выставить на первый план область непознаваемых и бессознательных явлений. Таковы первые пьесы бельгийца Метерлинка, рассказы Анри де Ренье и романы Андре Жида. Романы поборников новой поэзии —Гюисманса, Поля Адана, Мирбо и др. — показывают, однако, что реализм скорее развит ими дальше. Вообще неясность новых поэтов объясняется трудностями поставленной ими себе задачи. По мере развития их талантов их образы становятся всё внятнее. Это видно, например, из сравнения последней пьесы Метерлинка «Monna Vanna» с прежними его пьесами. Новую поэзию обвиняли в общественном безразличии; но этот упрёк также относится скорее к первым их попыткам, чем к более зрелым произведениям. Стихотворения Верхарна «Villages illusoires» и его драма «L’Aube» составляют наиболее сильные поэтические воспроизведения социального вопроса, какие до тех пор появлялись.

## Писатели для детей и юношества
XIX векАльфред Ассолан; Жюль Верн; Жан Масе; Софья Сегюр

## XX век
- Пруст, Марсель (1871—1922)
- Барбюс, Анри (1873—1935)
- Гийом Аполлинер (1880—1918)
- Франсуа Мориак (1885—1970)
- Луи-Фердинанд Селин (1894—1961)
- Эльза Триоле (1896—1970)
- Андре Бретон (1896—1966)
- Луи Арагон (1897—1982)
- Жорж Батай (1897—1962)
- Антуан де Сент-Экзюпери (1900—1944)
- Жорж Сименон (1903—1985)
- Альбер Камю (1913—1960)
- Жорж Перек (1936—1982)
- Борис Виан (1920—1959)
- Жан-Поль Сартр (1905—1980)
- Франсуаза Саган (1935—2004)
- Саррот, Натали
- Соллерс, Филипп
- Супо, Филипп
- Ромен Гари (1914—1980)
- Мишель Уэльбек (р. 1948)
- Моруа, Андре
- Дрюон, Морис
- Жене, Жан
- Жапризо, Себастьян
- Мерль, Робер
- Шаброль, Жан-Пьер
- Ануй, Жан
- Арто, Антонен
- Ребате, Люсьен (1903—1972)
- Базен, Эрве
- Бернанос, Жорж
- Бютор, Мишель
- Буало-Нарсежак
- Труайя, Анри
- Стиль, Андре
- Элюар, Поль
- Деснос, Робер
- Данинос, Пьер
- Дено, Пьер
- Ноэль, Бернар
- Роб-Грийе, Ален
- Ледюк, Виолетт

## XXI век
- Анна Гавальда (1970)
- Марк Леви
- Мишель Уэльбек
- Фредерик Бегбедер
- Бернар Вербер
- Джонатан Литтелл

## Всемирно известные персонажи французской литературы
В хронологическом порядке выхода литературных произведений.

### Благородные образы
- Квазимодо — главный герой романа Викто́ра Гюго «Собор Парижской Богоматери» (1831).
- д'Артаньян, Атос, Арамис и Портос из «Трёх мушкетёров» Александра Дюма-отца (1844).
- Эдмон Дантес из «Графа Монте-Кристо» того же автора (1844—45).
- Жан Вальжан и Гаврош из романа Виктора Гюго «Отверженные» (1862).
- Капитан Немо и Жак Паганель из романов Жюля Верна (1867, 1869).
- Арсен Люпен — джентльмен-грабитель, герой романов Мориса Леблана (издавались в 1907—1937 гг.).

### Нарицательные образы
- Панург, или пройдоха — недоучившийся студент из «Гаргантюа и Пантагрюэль» (1533—1564).
- Прюдомм, или пошлый человек — тип самодовольного и ничтожного буржуа, созданный Анри Моннье (1830 и позже).
- Растиньяк, или успешный выскочка — из романа Бальзака «Отец Горио» (1834).
- Рокамболь, или авантюрист — из романов Понсона дю Террай (1859—1884).

### Злодеи
- Фантомас — гениальный преступник, скрывающий своё лицо, социопат и садист из 32 романов, написанных Алленом и Сувестром, и 11 романов, написанных Алленом после смерти соавтора.

## Нобелевские премии
Нобелевской премии по литературе удостоены следующие французские писатели:
- 1901 — Сюлли-Прюдом (Первая Нобелевская премия по литературе)
- 1904 — Фредерик Мистраль (писал на окситанском языке)
- 1911 — Морис Метерлинк (Бельгия)
- 1915 — Ромен Роллан
- 1921 — Анатоль Франс
- 1927 — Анри Бергсон
- 1937 — Роже Мартен дю Гар
- 1947 — Андре Жид
- 1952 — Франсуа Мориак
- 1957 — Альбер Камю
- 1960 — Сен-Жон Перс
- 1964 — Жан-Поль Сартр (отказался от премии)
- 1969 — Сэмюэл Беккет (писал на английском и французском языках)
- 1985 — Клод Симон
- 2000 — Гао Синцзянь (писал на китайском языке)
- 2008 — Жан-Мари Гюстав Леклезио
- 2014 — Патрик Модиано